# Sbírka grafiky a kresby Národní galerie v Praze
Sbírka grafiky a kresby Národní galerie v Praze obsahuje na 320 000 listů od středověku až po současnost. Jejich kvalitou a množstvím se řadí mezi přední grafické kabinety v Evropě. Je uložena v paláci Kinských a vybraná díla jsou krátkodobě vystavována v konírně paláce Kinských i v dalších objektech Národní galerie.

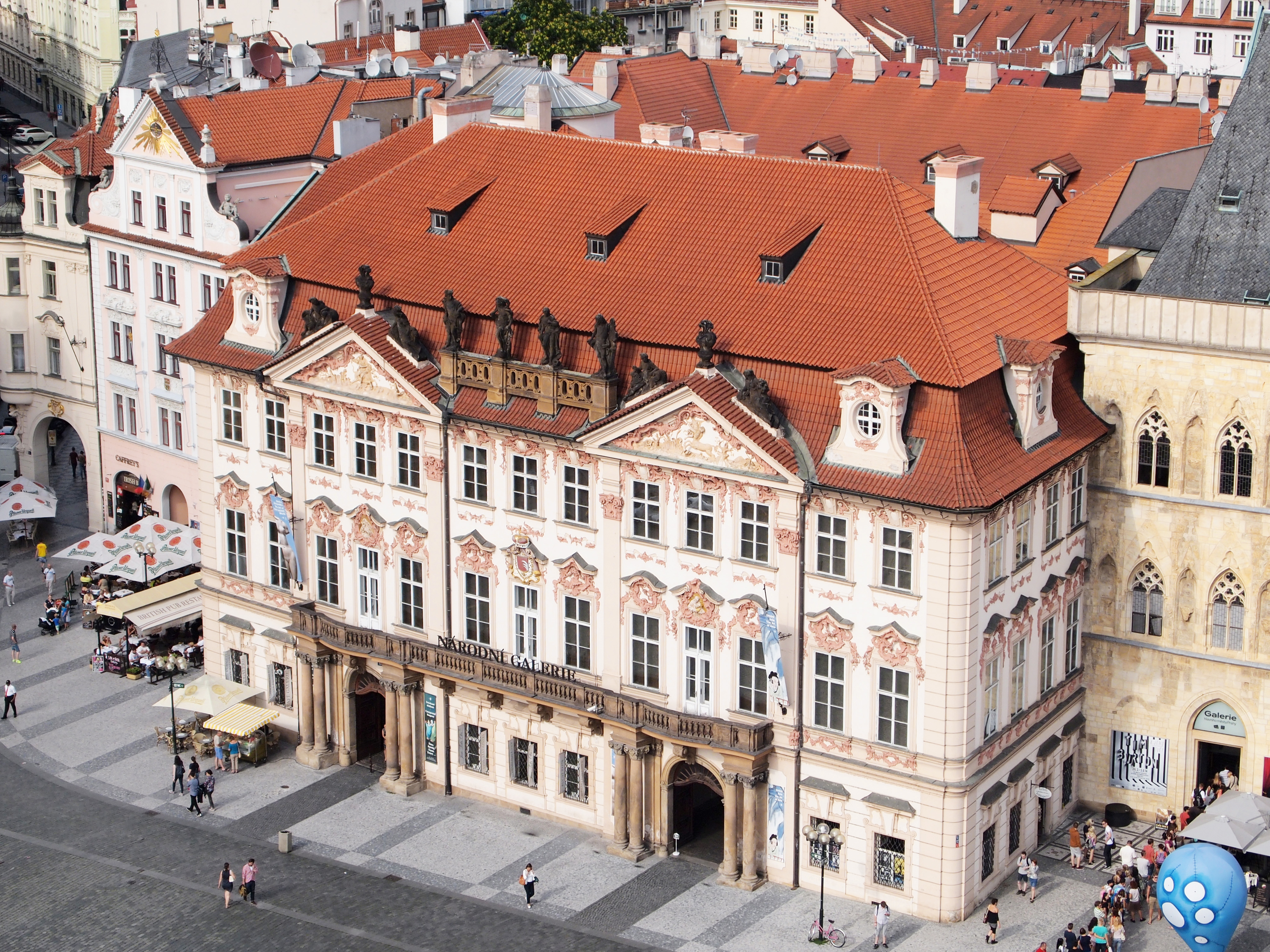
Národní galerie v Praze, palác Kinských

## Historie sbírky

### 19. století
Zárodek sbírky grafiky a kresby vznikl počátkem 19. století na půdě malířské Akademie jako soubor předloh sloužících výuce budoucích malířů. V Obrazárně Společnosti vlasteneckých přátel umění byly vytvořeny četné kresebné kopie vystavených děl a Společnost sama vydávala tiskem faksimile kreseb renesančních a barokních mistrů. Veřejná grafická sbírka byla součástí knihovny Akademie a jejím jádrem se staly kresby prvního ředitele Josefa Berglera. Inventář sbírky vydaný roku 1839 obsahoval rovněž soubory tisků předních litografických dílen (Antonín Machek).
Roku 1844 věnoval Obrazárně svou sbírku, obsahující četné grafické listy, lékař Josef Hoser. V následujícím období začaly první systematické nákupy evropské kreslířské a grafické tvorby; v roce 1851 díla Bonaventury Genelliho, roku 1863 byla odkoupena sbírka 2 800 děl Václava Hollara od vdovy po sběrateli Hermannu Weberovi. První výběr z Hollarova díla byl vystaven v následujícím roce ve Šternberském paláci na Malé Straně.
Při otevření nově postaveného Domu umělců na jaře 1885 byl v Obrazové galerii jeden sál s horním osvětlením vyhrazen kresbě a další sál grafickému kabinetu. Do fondu Obrazárny byla v této souvislosti převedena část historické sbírky knihovny Akademie a zapůjčena díla z majetku pražské obce (především kresby Jaroslava Čermáka). Na vzniku cenné a reprezentativní kolekce kreseb měl velkou zásluhu Vojtěch Lanna mladší, který do ní jednak věnoval část své sbírky a mimo to po 30 let zprostředkovával systematické nákupy zejména rudolfinských a barokních kreseb v Rakousku a Německu. Další díla byla zakoupena na výstavách Krasoumné jednoty a na aukcích. Na první výstavě, obsahující chronologicky a zeměpisně uspořádané tisky, byla některá důležitá chybějící díla představena formou heliogravur. V následujících letech byla sbírka obohacena dary soukromých donátorů, např. 359 grafickými listy členů rodiny Balzerů v roce 1887 (vdova po arch. A. Baumovi) nebo grafickými listy, převážně z 19. století, ze sbírky Thunů. Duplicitní grafiky byly vyměňovány, např. roku 1891 s Uměleckou besedou za díla jejích členů. Jako cenná dokumentace sloužila kolekce xylografií, heliogravur a rovněž fotografií, které věnovali mimo jiných např. Jindřich Eckert a Karel Ferdinand Bellmann.
Jako správce sbírky působil nejprve inspektor Obrazárny Viktor Barvitius (1877-1893) a po něm v letech 1893-1897 sběratel a znalec Hollarova díla František A. Borovský. Dalším správcem byl až do roku 1918 inspektor Obrazárny a restaurátor Pavel (Paul) Bergner.

### 1900–1945
Roku 1902 byla vedle Obrazárny zřízena Moderní galerie Království českého jako soukromý majetek věnovaný císařem Františkem Josefem I. Jejím posláním bylo shromažďovat a zpřístupňovat veřejnosti současné umění 19. a 20. století. Po první světové válce byl jmenován ředitelem Obrazárny Vincenc Kramář a ta se změnila v ústřední uměleckou sbírku českého státu. Kramář usiloval o doplnění sbírky převodem rytin z Národního muzea a pražských knihoven. Stát postupně zabíral prostory v Rudolfinu, kde v době první republiky sídlila poslanecká sněmovna. Nakonec byla Obrazárna přesunuta do nových prostor v Městské knihovně, kde pro vystavení grafiky nebylo místo a sbírka byla uložena do depozitáře na Strahově. Hollareum bylo přestěhováno do hlavní budovy Národního muzea. Veřejnost se mohla seznámit se sbírkou kreseb a grafiky pouze během krátkodobých výstav.
Stát věnoval prostředky na nákupy a doplnění sbírky, která byla postupně obohacena zejména o kresby a akvarely 19. století (Aleš, Mánes, Jenewein, Marold, Schwaiger). Kuratorium Moderní galerie však bylo v nákupech velmi konzervativní a ve sbírce, až na raná díla Kupky a Preissiga z přelomu století, chyběli zástupci výtvarné avantgardy. Německý odbor Moderní galerie, který nakoupil některá moderní díla ještě před válkou, se ve výběru omezil na A. Kubina, R. Teschnera nebo F. Feigla. Teprve v rámci velkorysého nákupu francouzského umění roku 1923 byla do sbírky kresby a grafiky získána díla německých a rakouských klasiků moderního umění (Emil Nolde, Max Slevogt, Kathe Kollwitz, Egon Schiele) a kresby francouzských malířů (Pierre Puvis de Chavannes, Paul Cézanne, Auguste Renoir, Georges Braque). Sbírka francouzské grafiky byla dále rozšířena roku 1935, kdy do ní byl zakoupen soubor litografií Honoré Daumiera, vystavených předtím v galerii Hollar.
V sálech Moderní galerie byly kresby a grafika zavěšeny v sousedství obrazů až do roku 1925, kdy nový kustod Vojtěch Volavka ve stálé expozici výrazně omezil množství vystavených výtvarných děl na papíře. Od roku 1938-1939 byl vedením státních sbírek umění pověřen Josef Cibulka a z jeho iniciativy roku 1942 vznikla Českomoravská zemská galerie, která fondy zrušené Moderní galerie sloučila s Obrazárnou. Zároveň bylo založeno specializované oddělení kresby a grafiky, které vedl Jan Loriš. Josef Cibulka uchránil sbírku během válečných let a díky dobrým vztahům se starožitníky se mu podařilo nakoupit díla, která by za normálních okolností byla nedostupná. V roce 1945 převzala grafická sbírka do svých fondů kolekce kreseb a rytin z Univerzitní knihovny a Národního muzea a rovněž soubor německé Graphische Sammlung z Rudolfina. Po květnu 1945 sídlila sbírka v Kramářově vile a uspořádala zde první výstavy.

### 1945–2016
Od roku 1949 byla grafická sbírka uložena v paláci Golz-Kinských na Staroměstském náměstí. Toto umístění bylo považováno za provizorní, a zejména z požárního hlediska za nevyhovující. Celá sbírka měla být později přemístěna do nově projektované budovy na Letné. Projekt Národní galerie architekta Josefa Gočára však nakonec nebyl realizován. Neuskutečnil se ani plán z konce komunistického režimu na přeměnu paláce Golz-Kinských na muzeum dělnického hnutí či protifašistického odboje a sbírka zůstala na původním místě. Na přelomu 40. a 50. let byla sbírka obohacena o konfiskáty velmi různorodé kvality. Nákupy a výměny grafických listů však probíhaly i v době komunistického režimu a finanční dostupnost těchto děl umožnila sbírku rozšířit i o díla zahraničních tvůrců.

## Sbírka
Nejstaršími díly ve sbírce jsou knižní iluminace z 11.-15. století a kresby z 15. století. Těžištěm sbírky starých grafických listů jsou soubory německých, nizozemských, francouzských a italských rytců 16. až 18. století, včetně děl M. Schongauera, A. Dürera, L. Cranacha st., A. Altdorfera, Lucase van Leyden, rudolfinských manýristů, Rembrandta, J. Callota, G. B. Piranesiho nebo M. H. Rentze. Tzv. Hollareum obsahuje téměř kompletní soubor leptů a některé kresby V. Hollara (kolem 3 000 listů).

### Významná díla starého umění ve sbírce Národní galerie - samostatná hesla

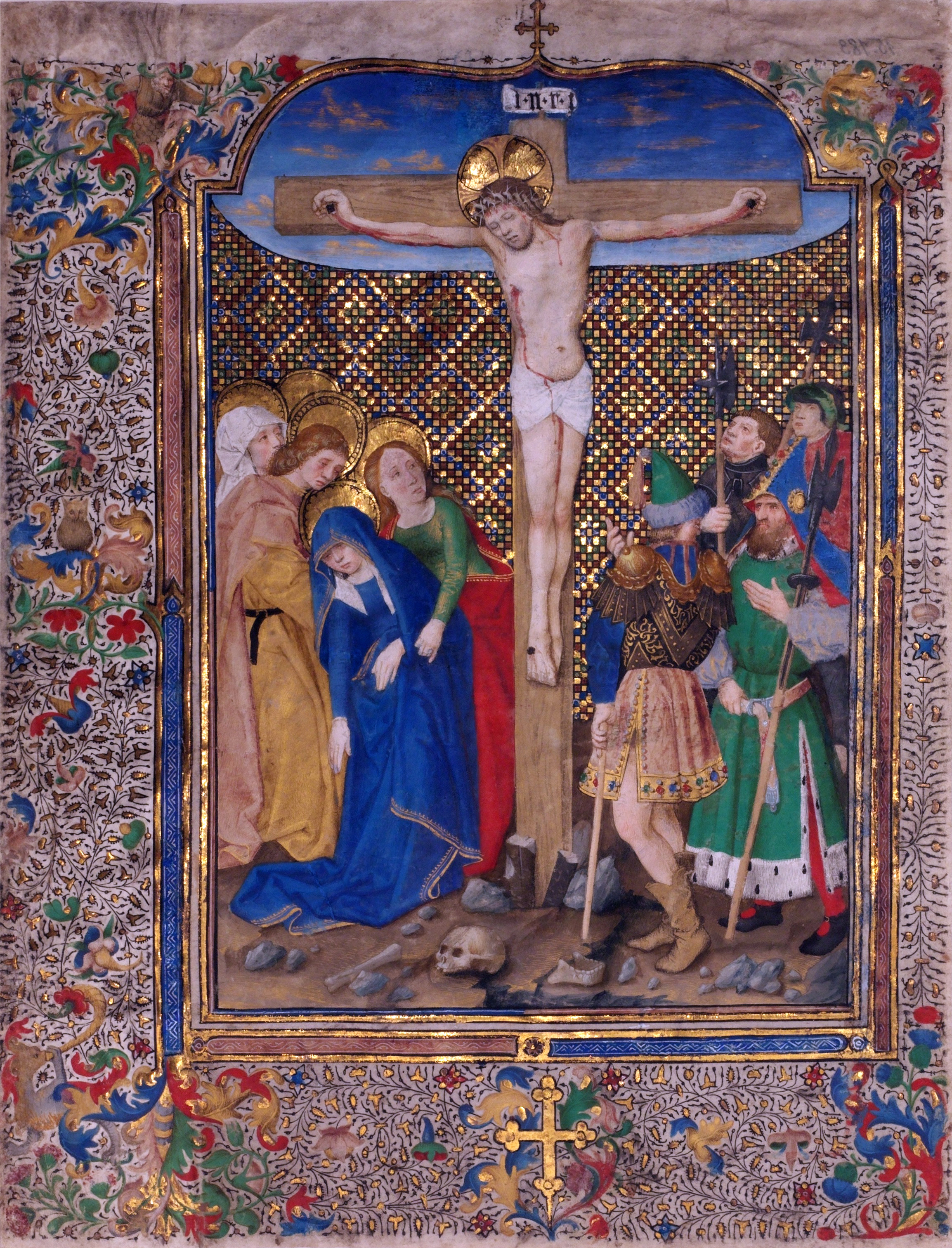
Ukřižování (Antoine de Lonhy)
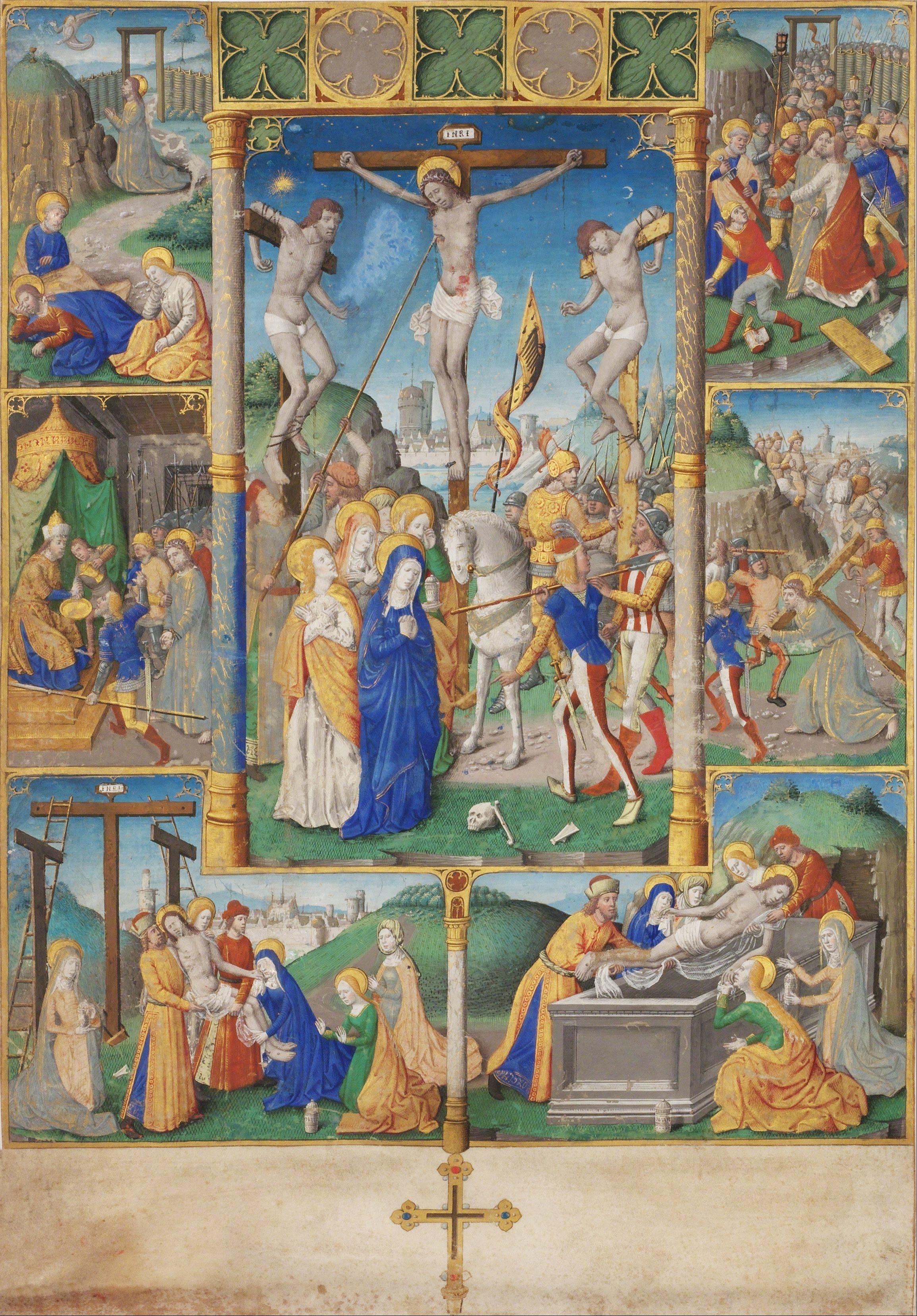
Ukřižování s šesti pašijovými příběhy (Maître de Jacques de Besançon) - Google Art Project
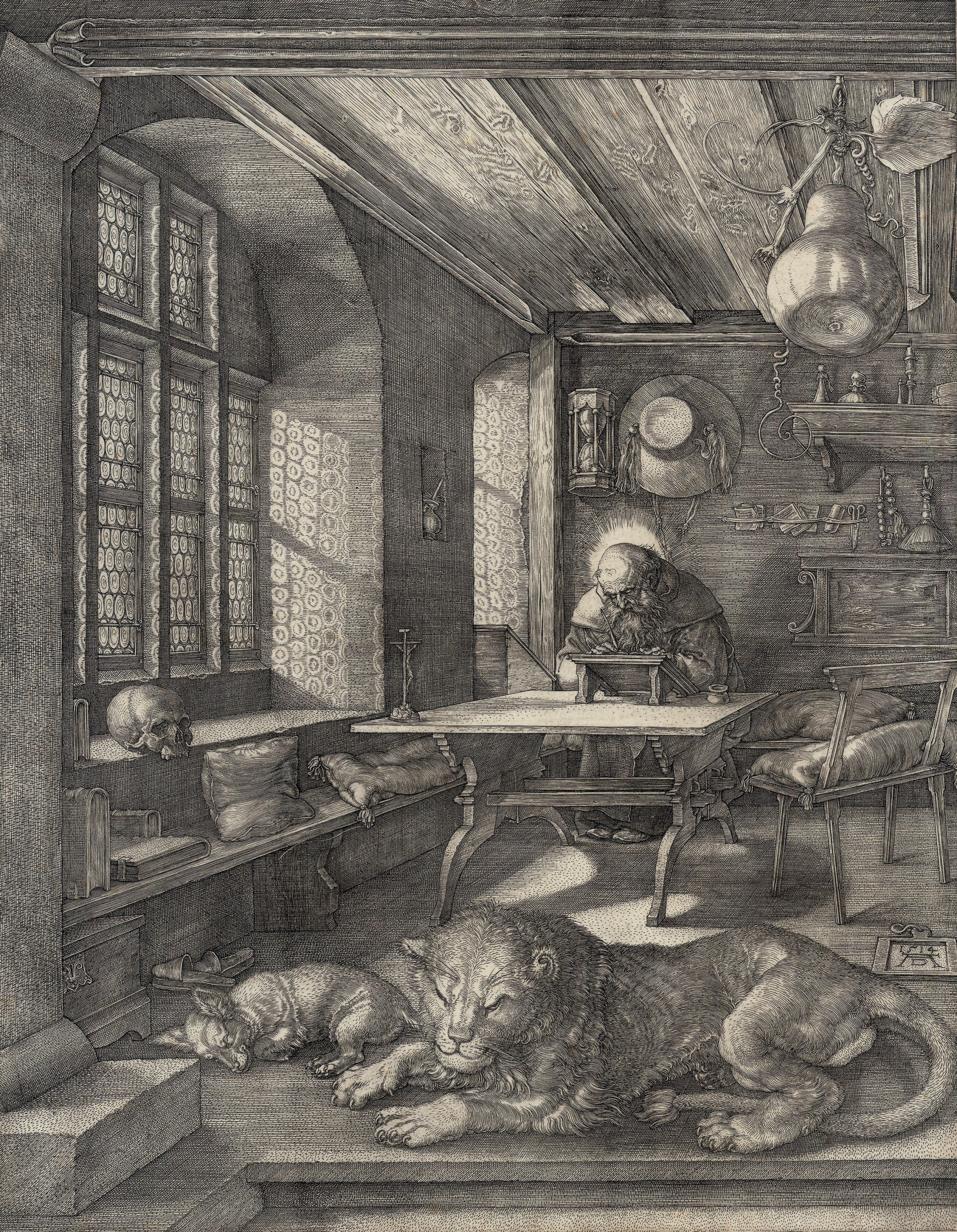
Svatý Jeroným ve studovně (Albrecht Dürer)
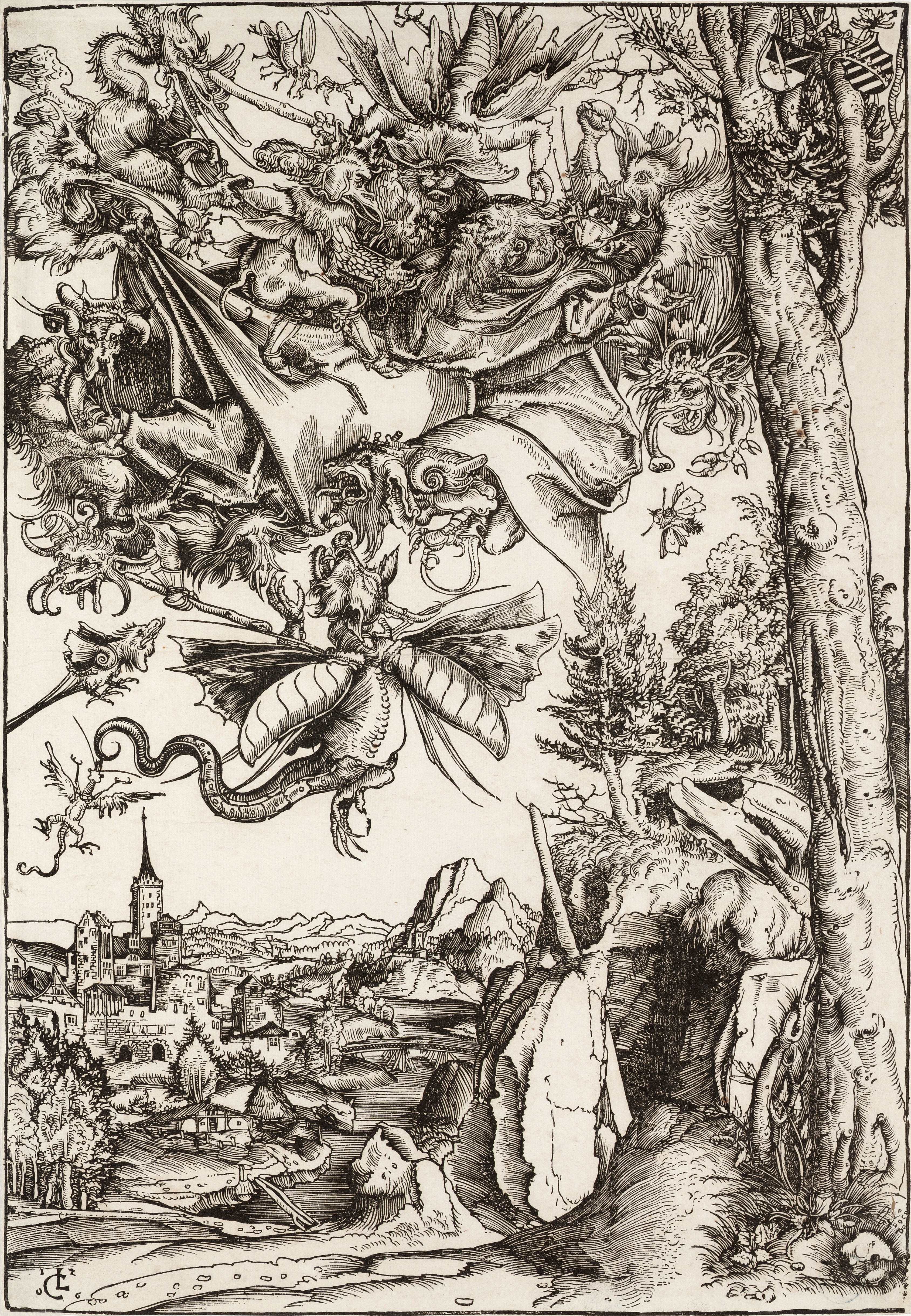
Svatý Antonín nesený démony (Lucas Cranach starší)
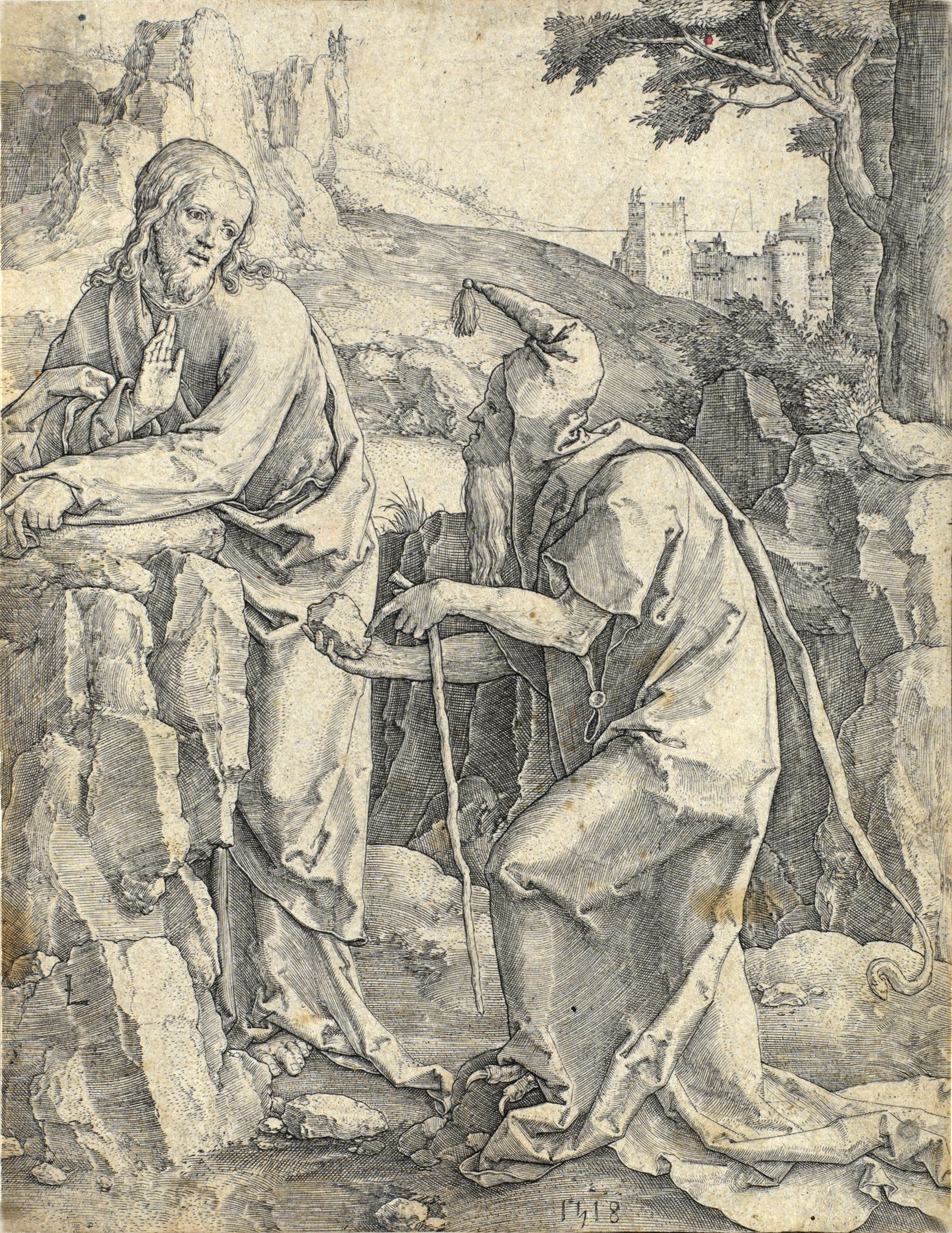
Kristus pokoušen ďáblem (Lucas van Leyden)
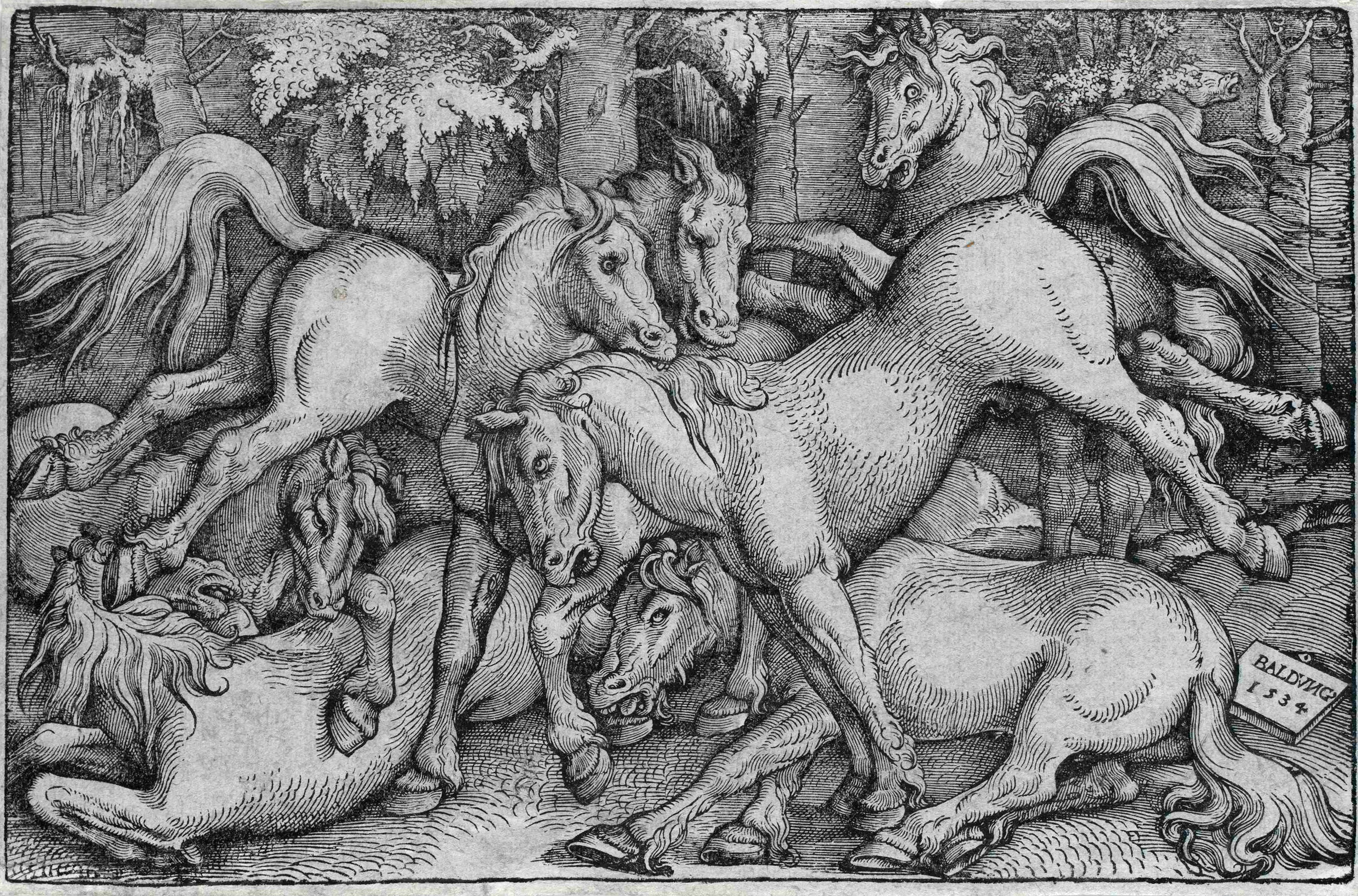
Skupina sedmi koní v lese (Hans Baldung zv. Grien)
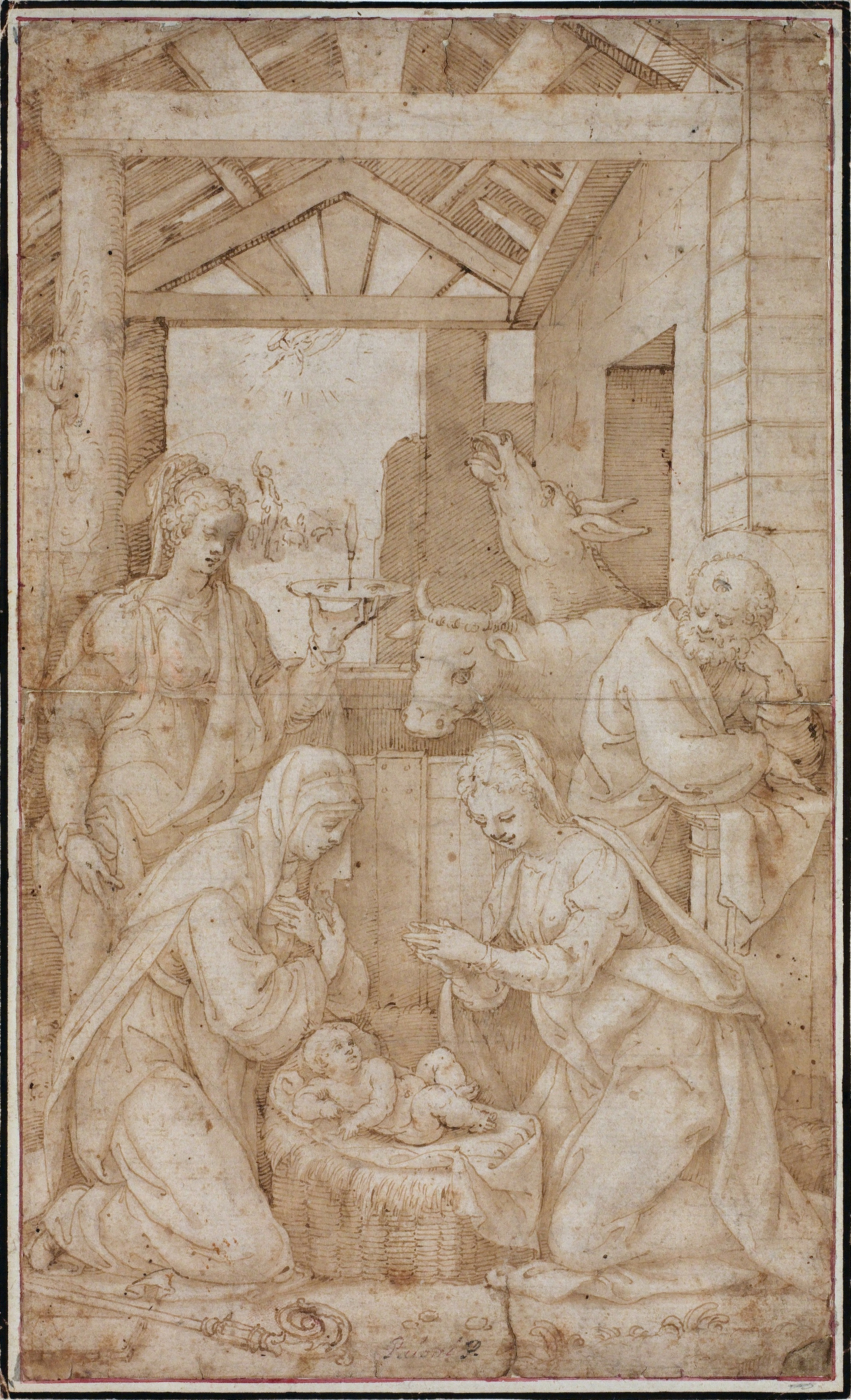
Adorace Ježíška se sv. Lucií (Giulio Campi)
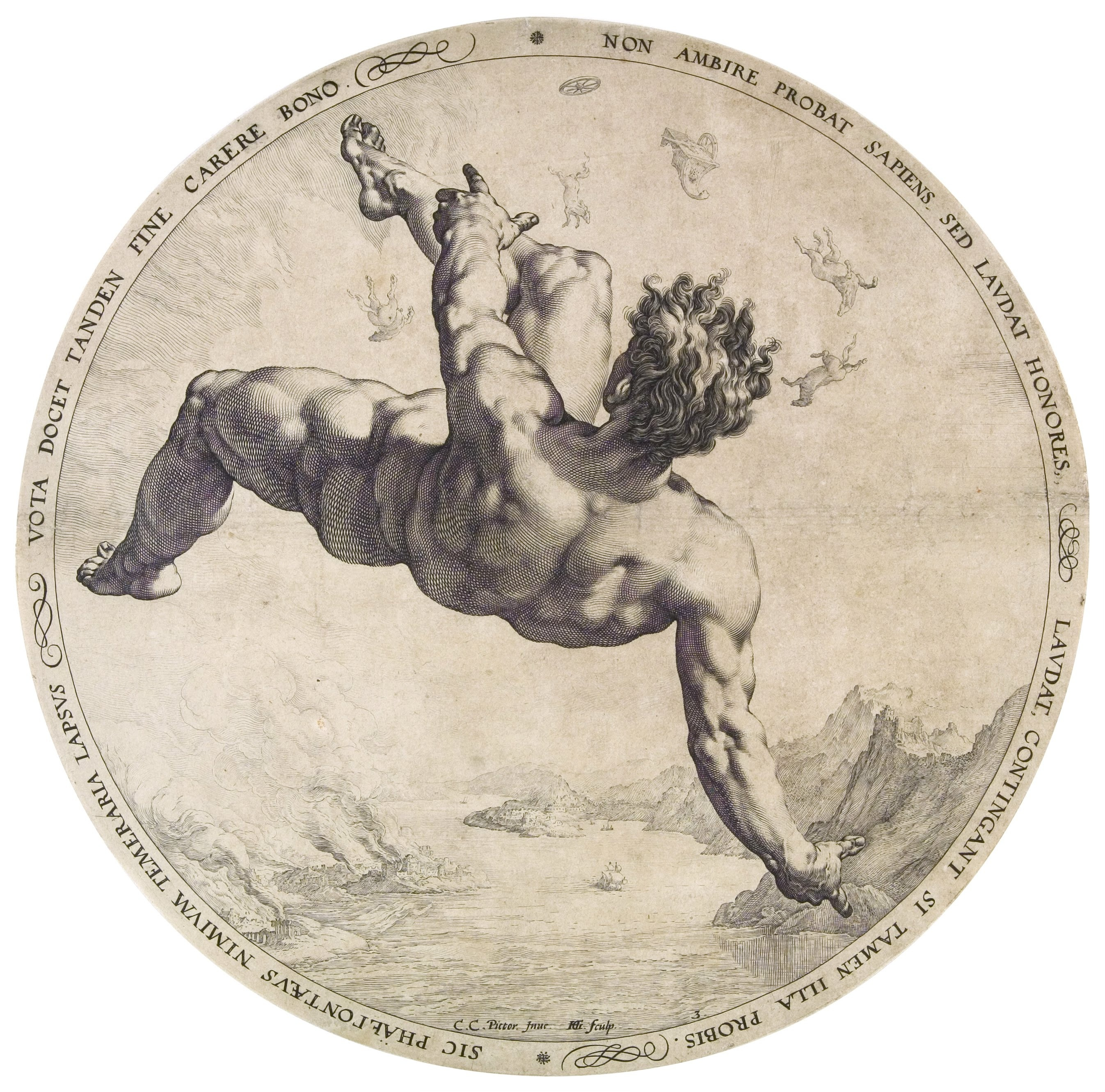
Faëthón (Hendrick Goltzius) - Google Art Project
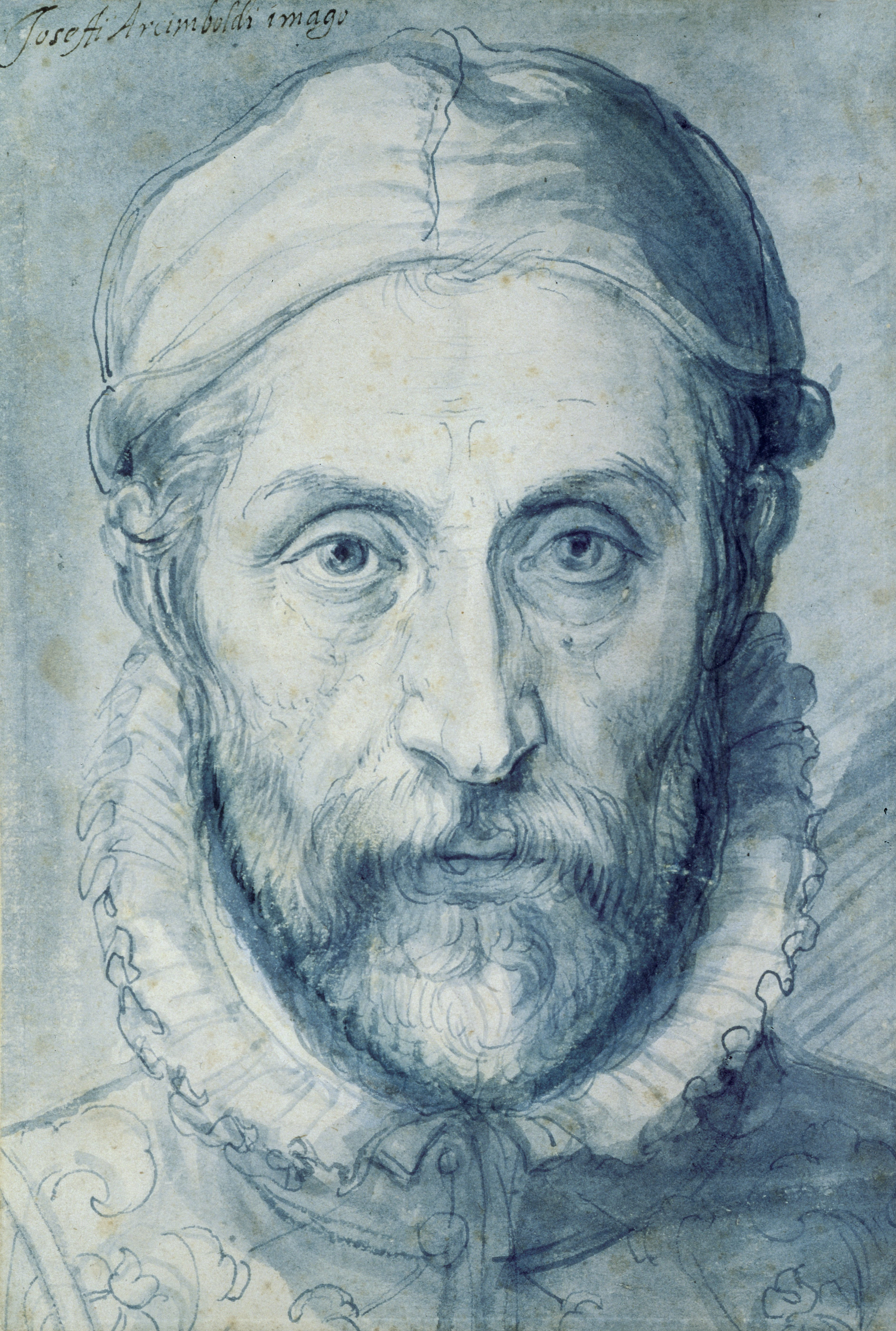
Vlastní podobizna (Giuseppe Arcimboldo) - Google Art Project
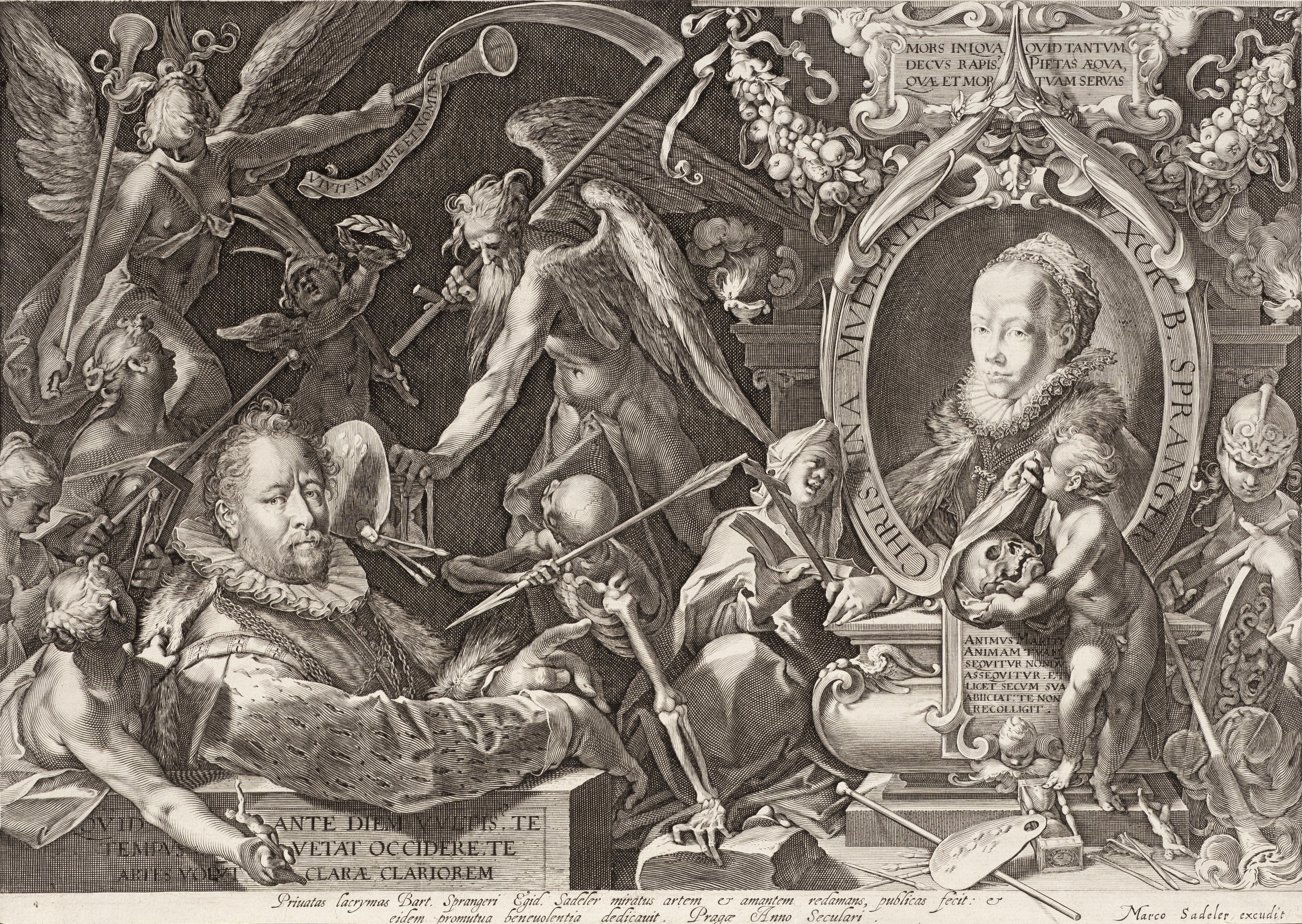
Alegorický dvojportrét Bartholomea Sprangera a jeho zesnulé choti Christiny
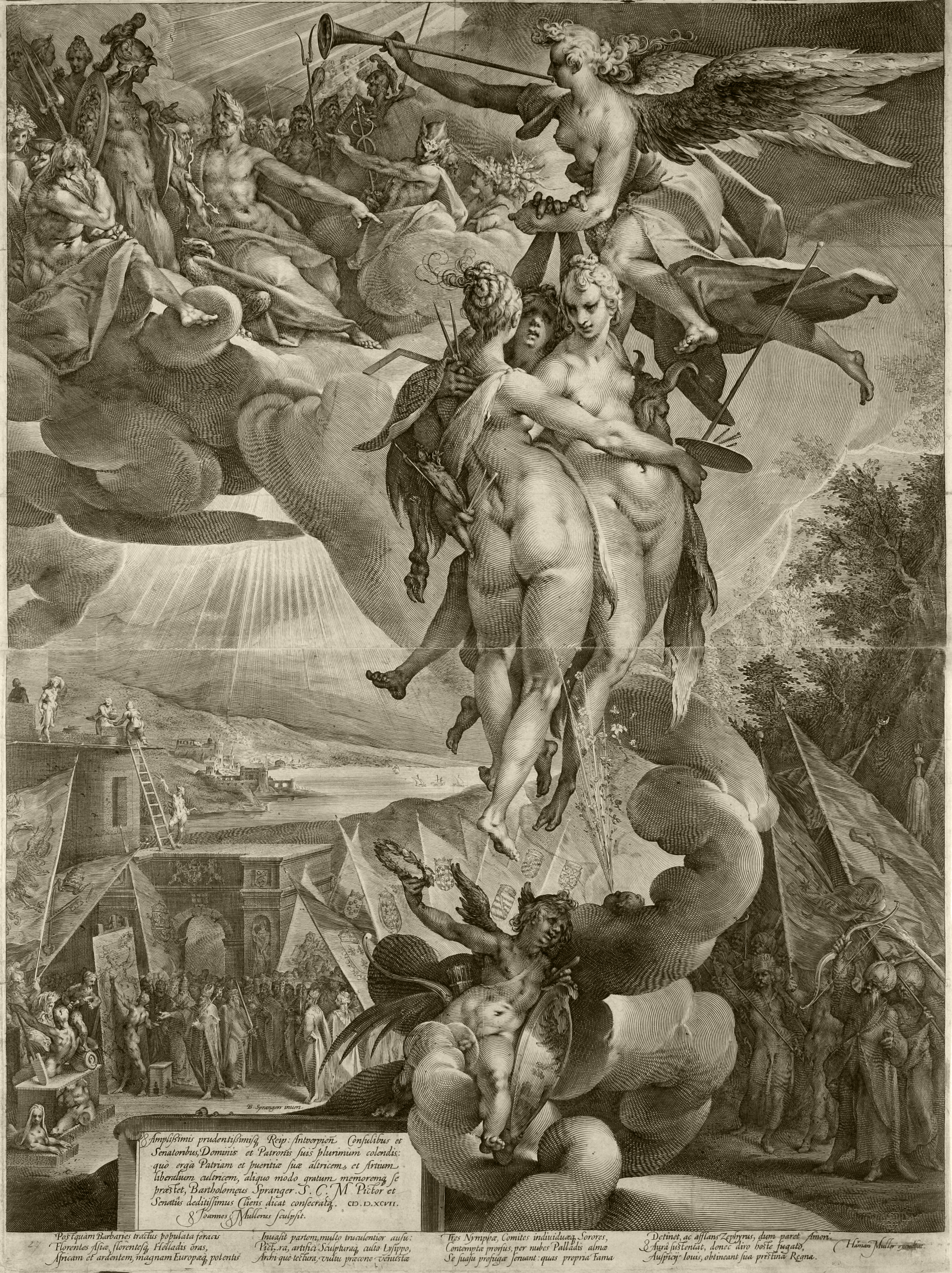
Apoteóza Umění (Jan Harmensz. Muller)
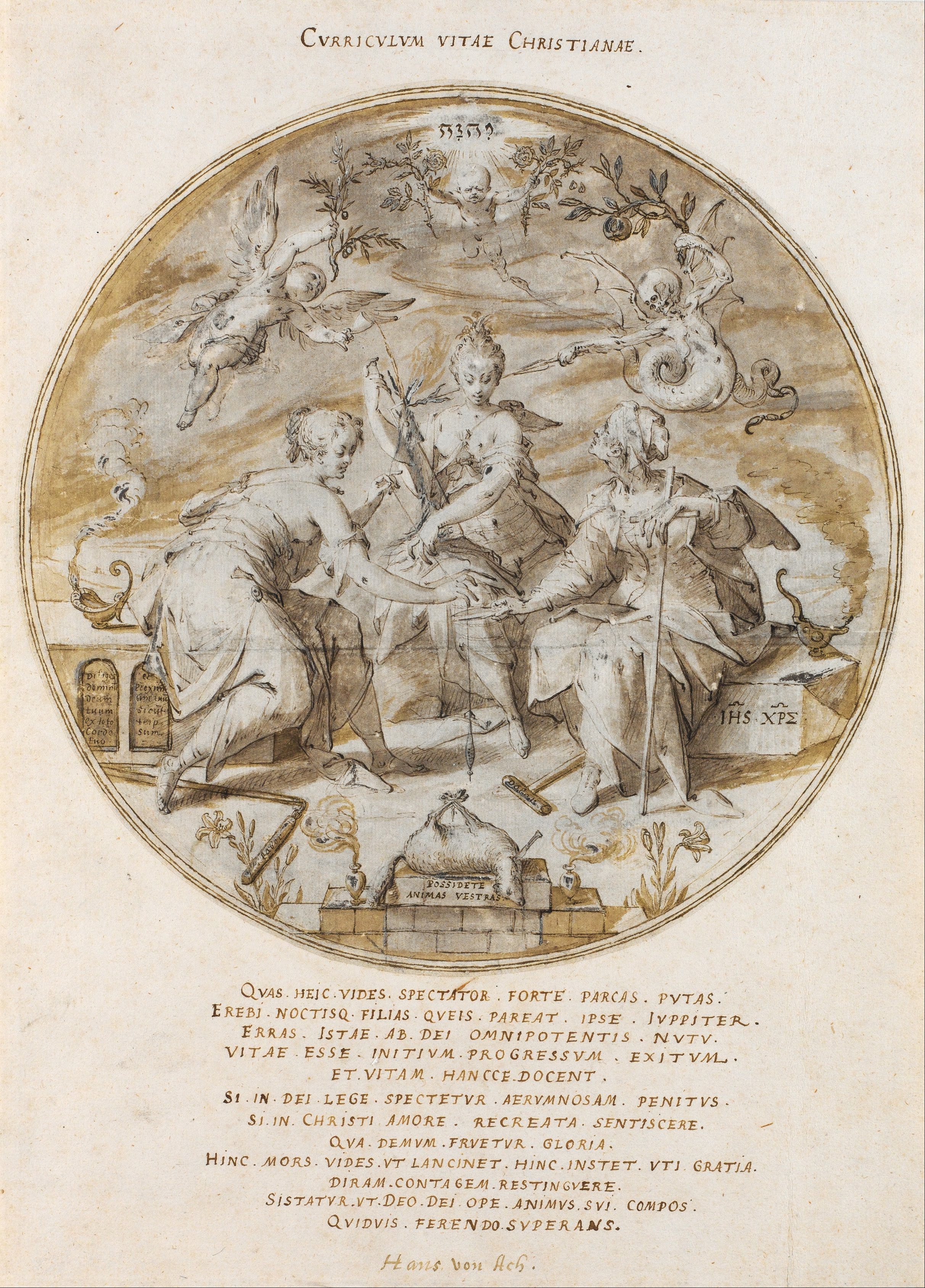
Curriculum vitae christianae (Hans von Aachen) - Google Art Project
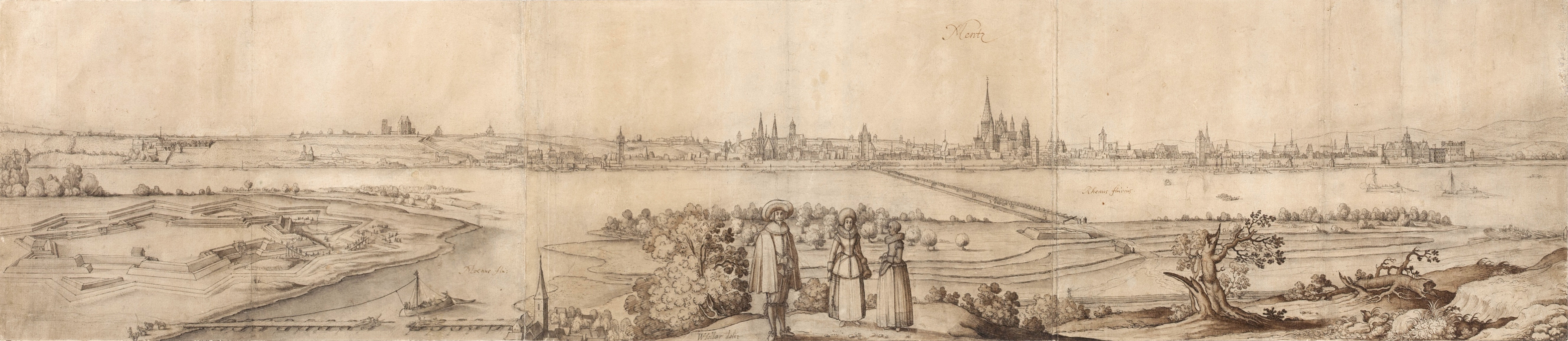
Velký pohled na Mohuč (Václav Hollar)
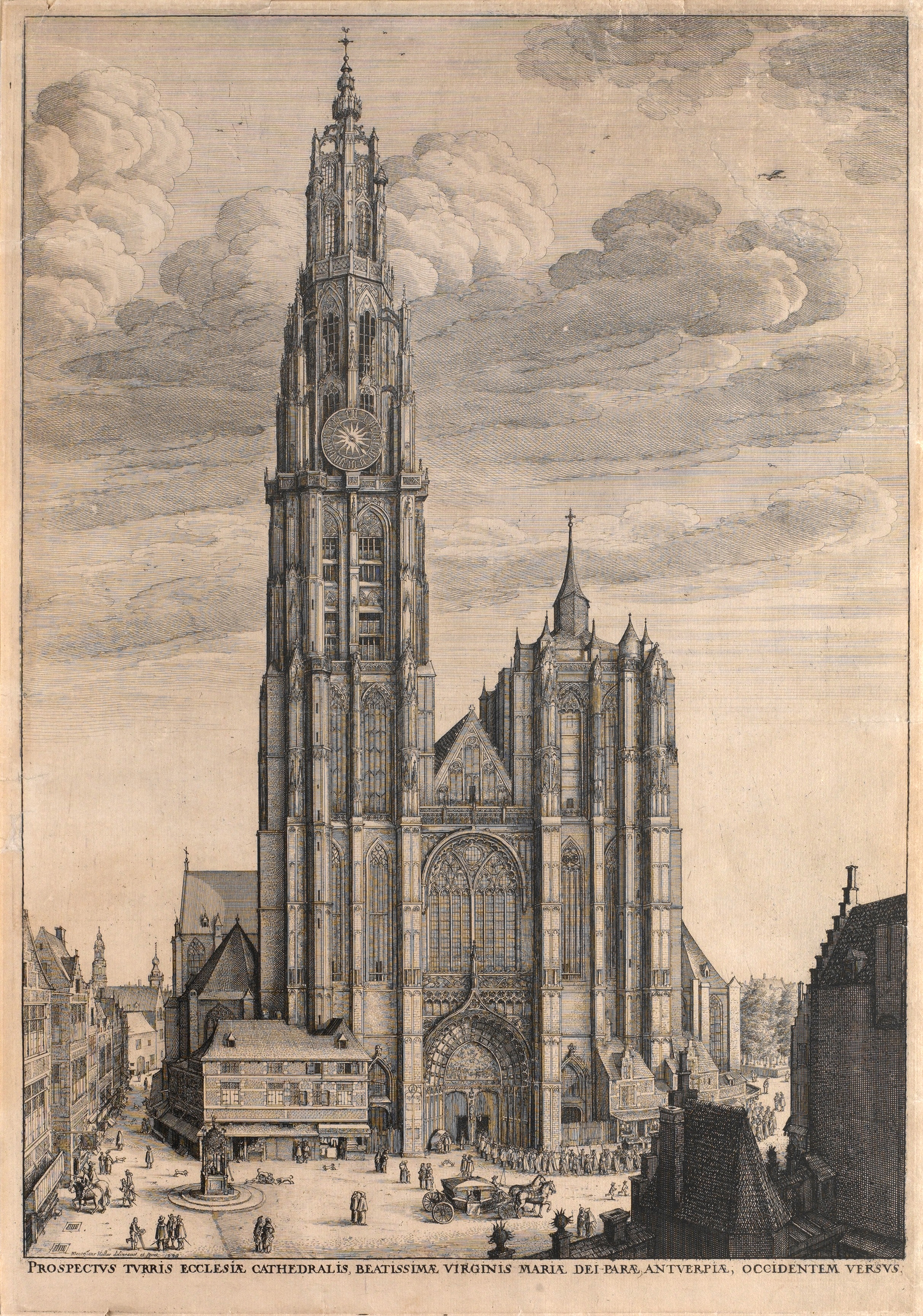
Antverpská katedrála (Václav Hollar)
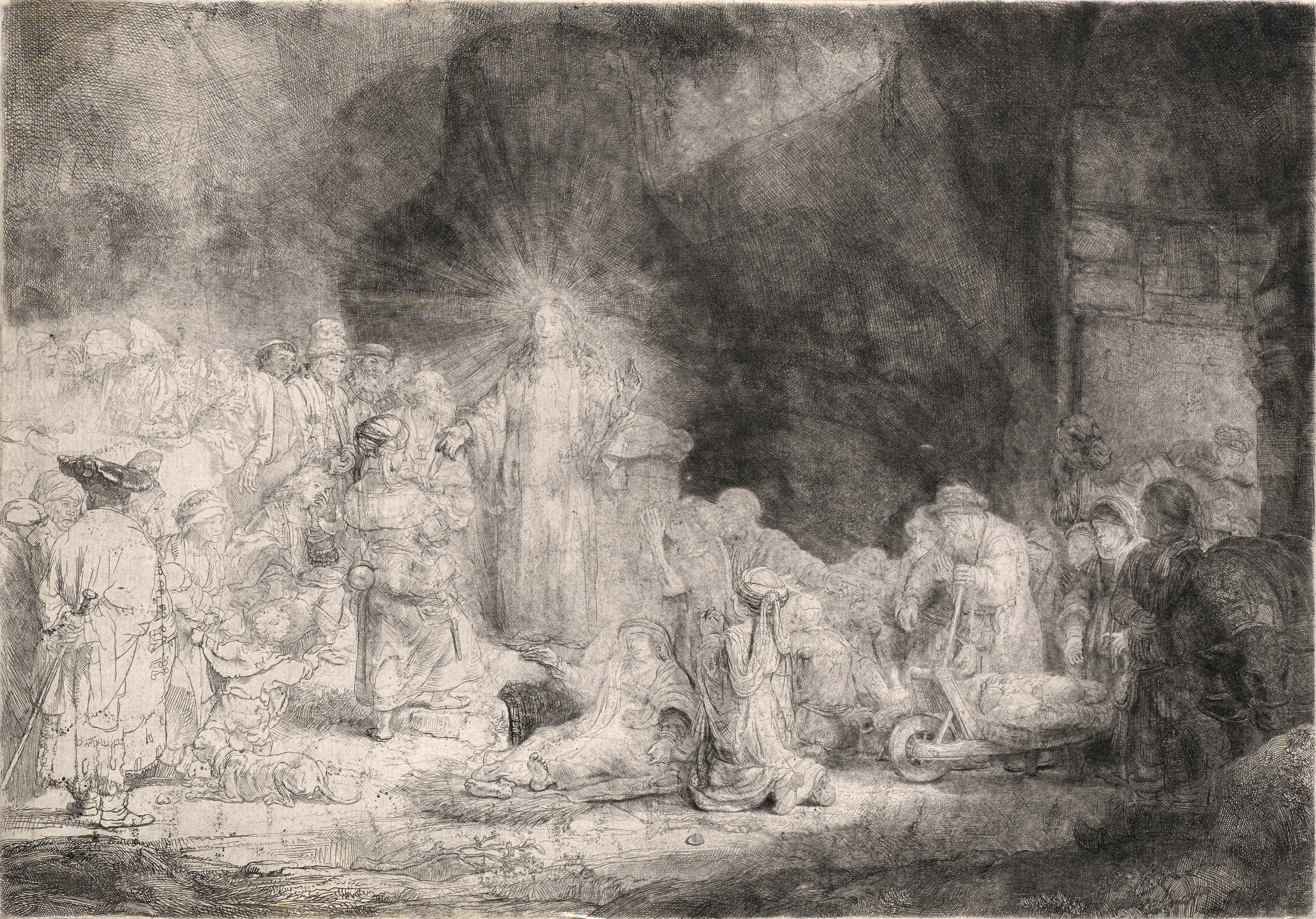
Kristus uzdravuje nemocné (Rembrandt van Rijn)
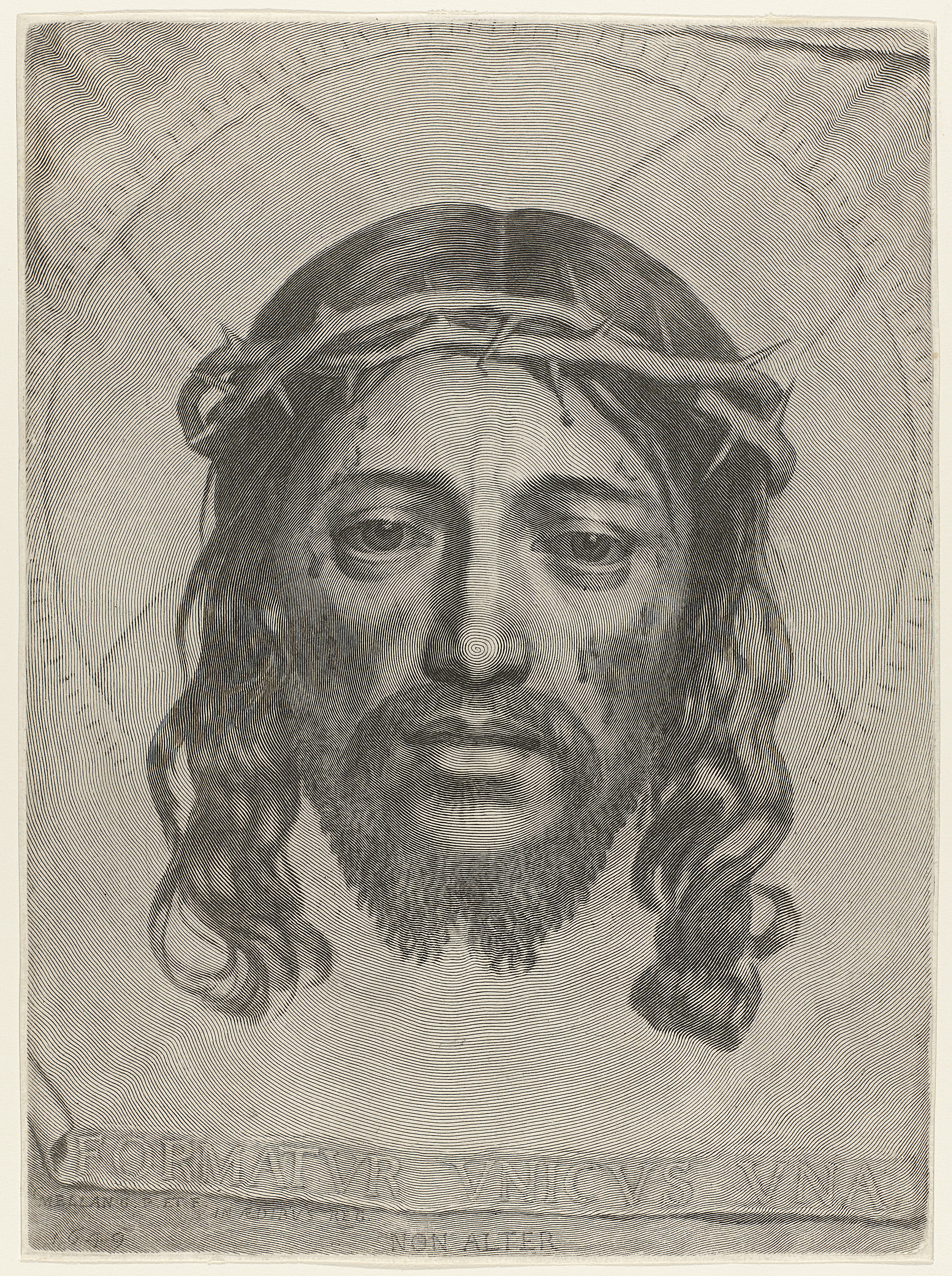
Tvář Kristova na roušce Veroničině (Claude Mellan)
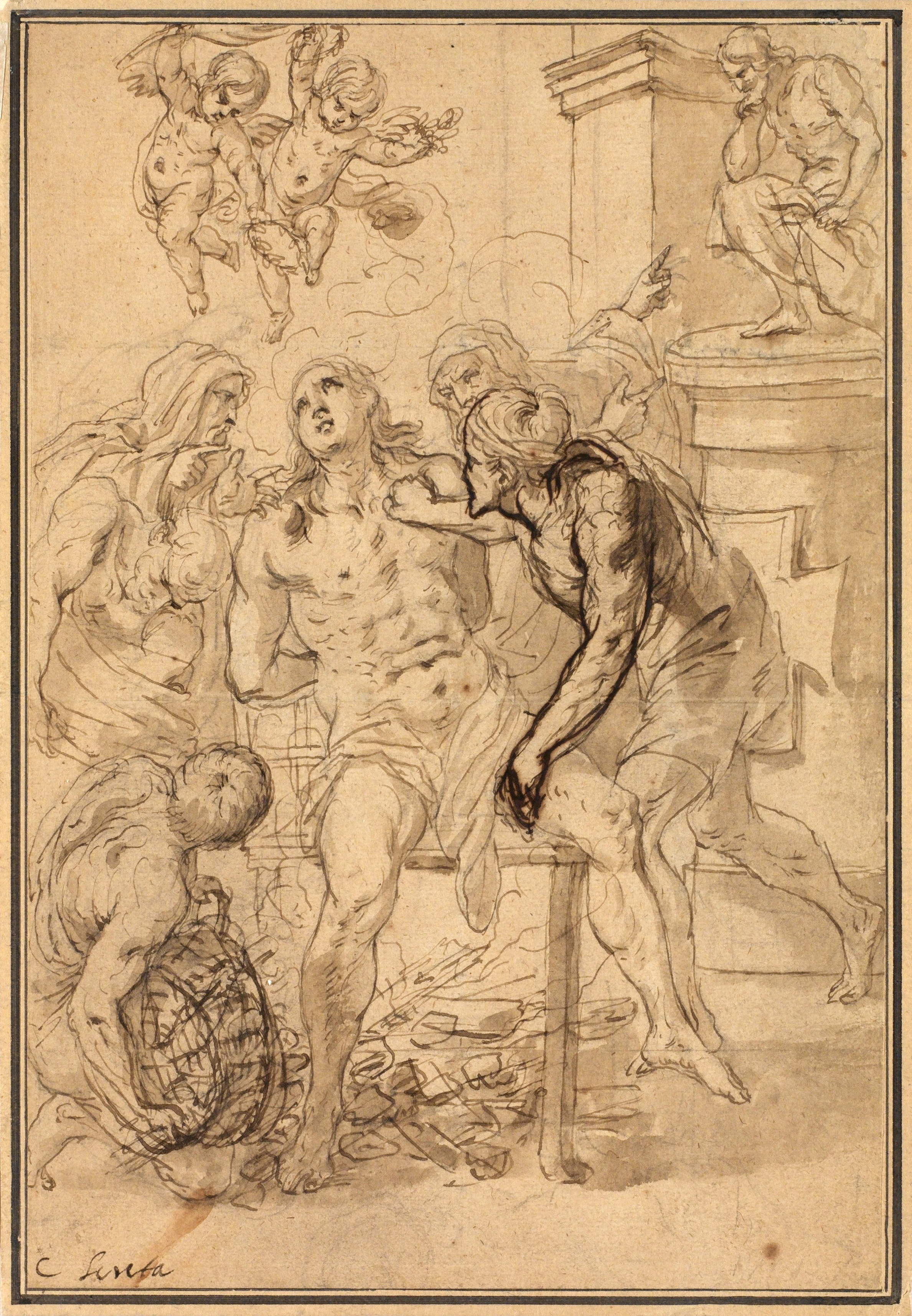
Umučení sv. Vavřince (Karel Škréta)

Významnou součástí grafické sbírky je kolekce portrétní miniatury od 17. století do druhé poloviny 19. století.
Z období 19. a první třetiny 20. století je dobře zastoupena francouzská grafika (Delacroix, Daumier, Gauguin, Toulouse-Lautrec, Picasso, Derain, Matisse), německý expresionismus a česká díla z období secese a symbolismu (Mucha, Švabinský, Bílek, Preissig, Kupka, Váchal) a kubismu a expresionismu (Filla, Čapek, Špála). Na tvorbu 40. a 50. let (Tichý, Lhoták) navazuje soubor Spolku českých umělců grafiků Hollar, sociální grafika (Jan Rambousek, Silovský ad.) a průběžně doplňovaná díla žijících autorů.
Fond kresby obsahuje díla italské renesance (Veronese, Taddeo a F. Zuccariové, Giulio Campi), nizozemské mistry 16. a 17. století (P. Bruegel st., Adam van Noort, Van Hoogstraeten) a rudolfínské manýristy (Hans von Aachen, Spranger ad.). Sbírka barokní kresby obsahuje především díla malířů působících v Čechách (Škréta, Brandl, Reiner) a v Rakousku (Bartolomeo Altomonte, Josef Ignaz Mildorfer ad.).
19. století reprezentuje např. kresba Jeana Dominique Ingrese a kresebné studie předních českých krajinářů (Havránek, A. Mánes, J. Mánes, Chittussi) i figuralistů (Aleš, Čermák). Velmi cenný soubor kreseb z doby kolem roku 1890 a prvních dvou desetiletí 20. století obsahuje díla českých malířů – V. Hynaise, L. Marolda, A. Slavíčka, M. Švabinského, F. Bílka, J. Preislera, F. Kupky, ad. Kromě nich jsou ve sbírce i kvalitní ukázky rakouské a francouzské kresby – E. Schieleho, O. Kokoschky, A. Deraina a P. Picassa a vzácný soubor děl Alfonse Muchy.
Česká moderna je zastoupena kresbami B. Kubišty, E. Filly, J. Čapka, O. Gutfreunda, J. Zrzavého, členů Skupiny 42 (Lhoták, Gross, Hudeček) a díly umělců od 60. let do současnosti (Boštík, Malich, Šimotová, Sozanský aj.)

### Sbírky NG - Google Art Project works in The National Gallery in Prague

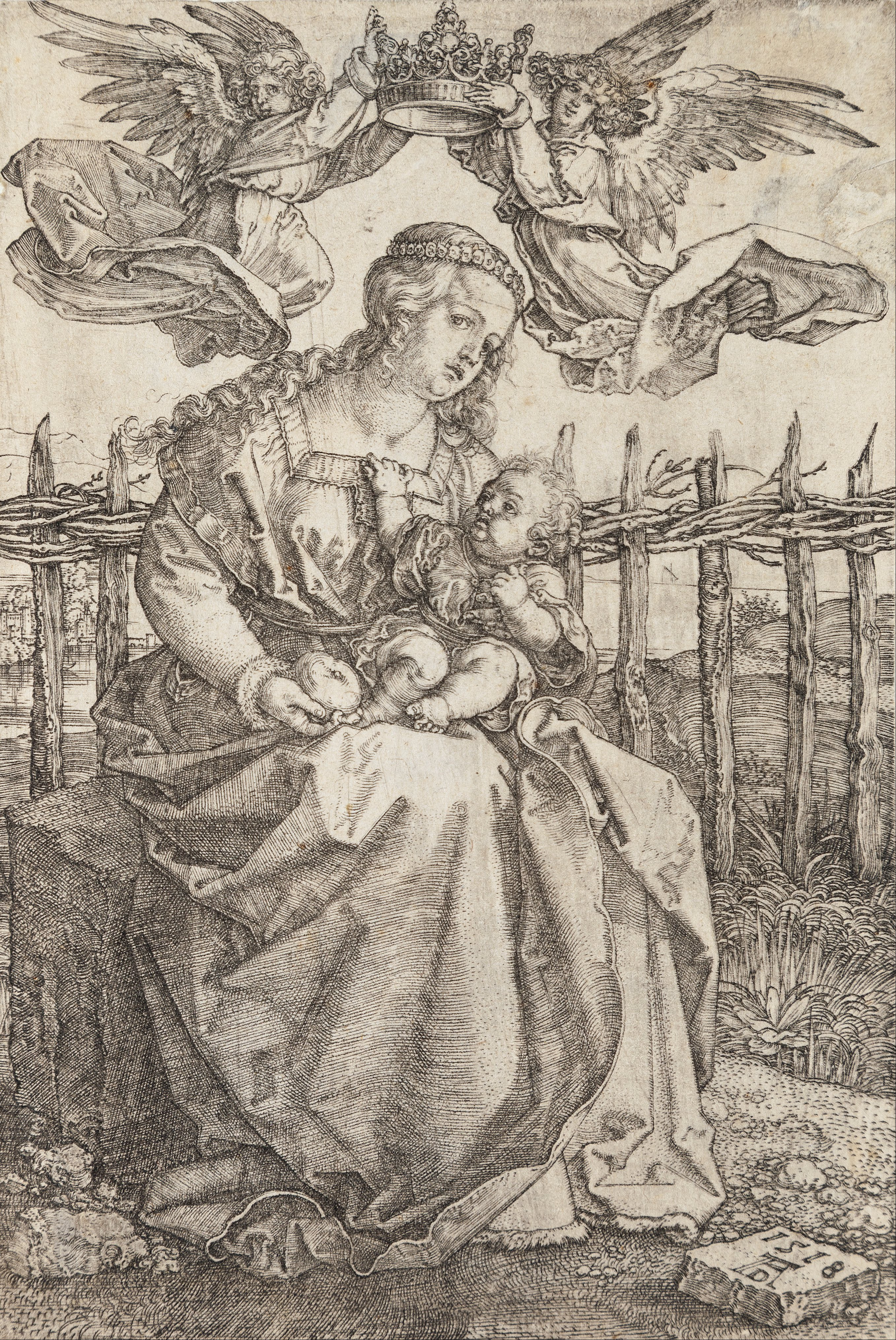
Albrecht Dürer: Panna Marie korunovaná anděly, mědiryt (1518)
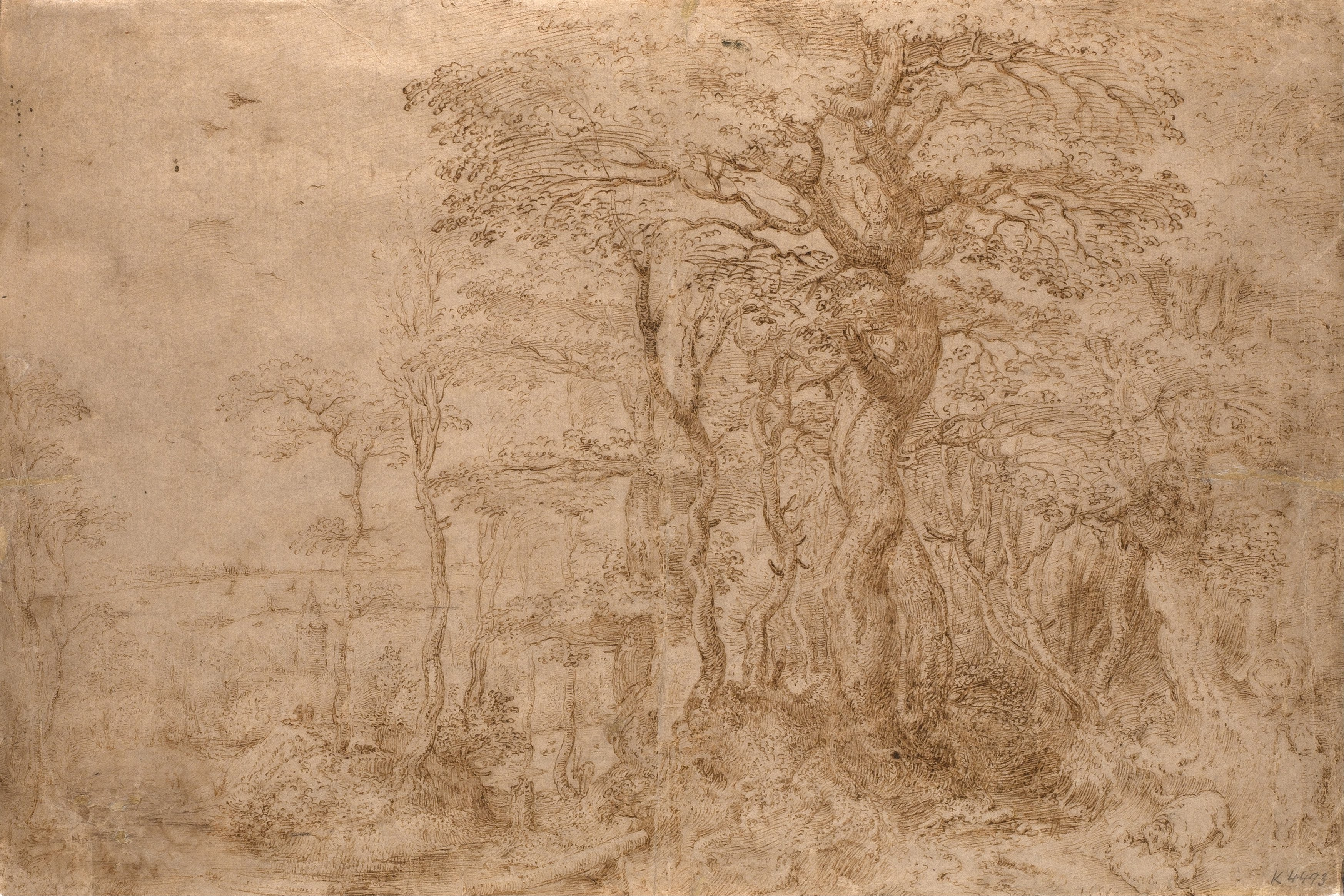
Pieter Brueghel: Lesní krajina s pěti medvědy, kresba perem (1554)
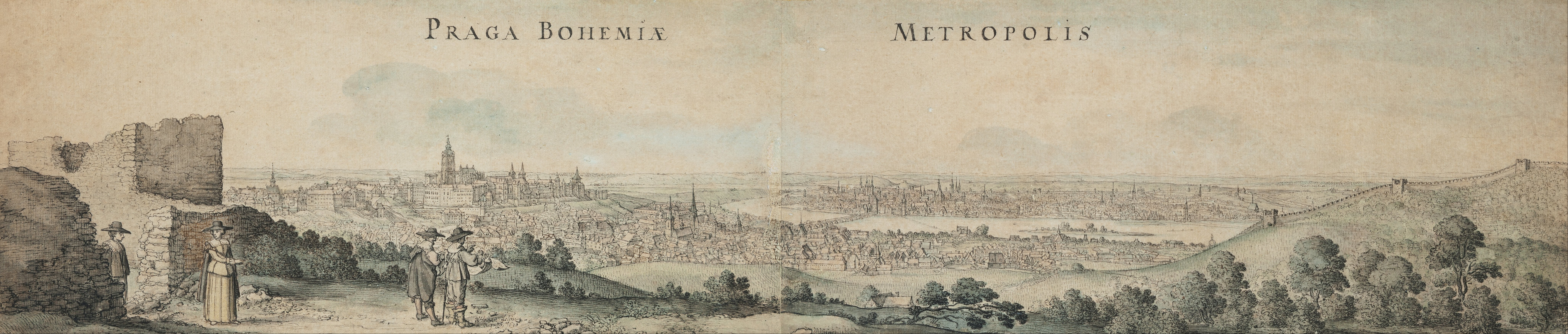
Václav Hollar: Velký pohled na Prahu, kresba (1636)
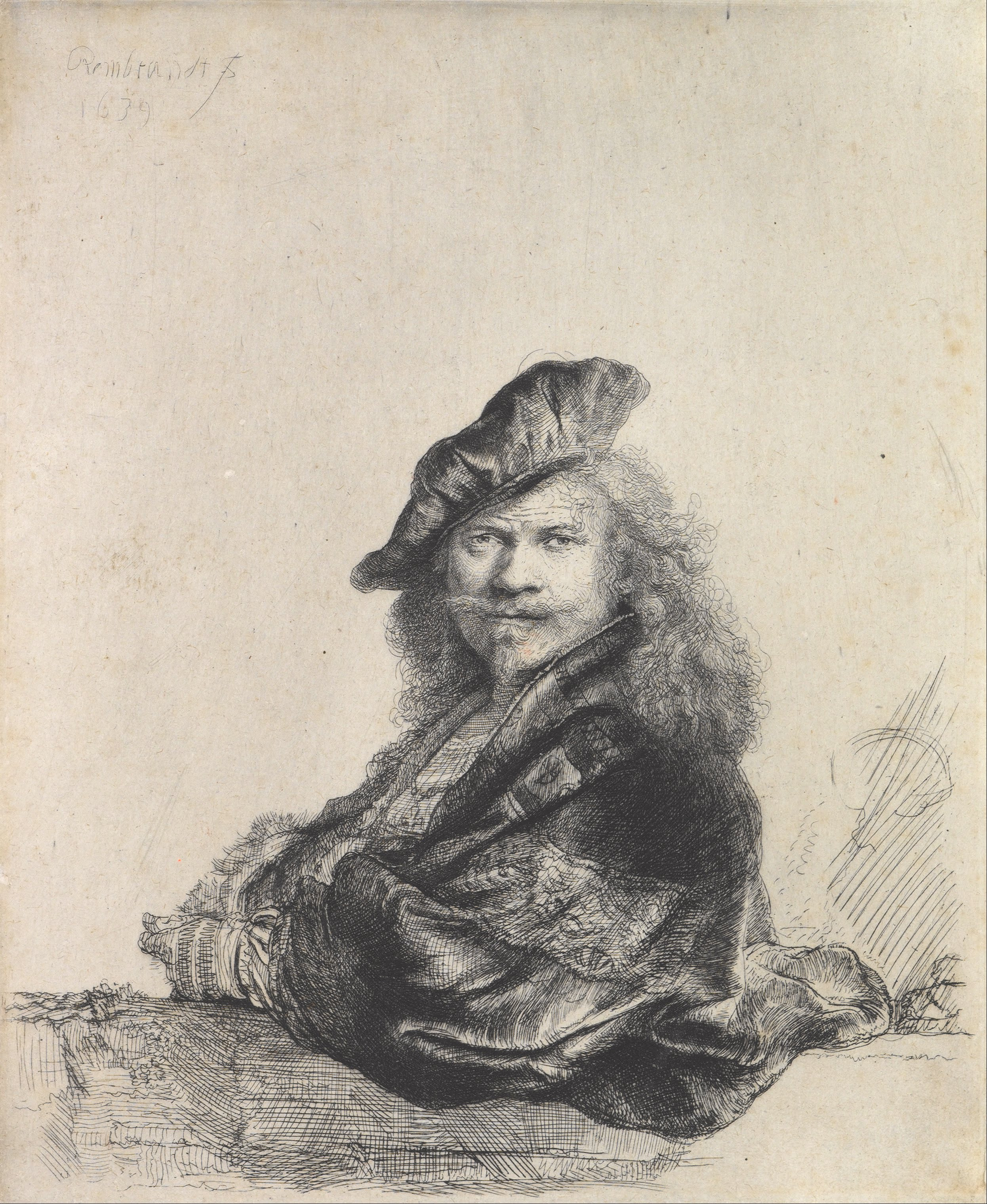
Rembrandt Harmensz van Rijn: Autoportrét, lept (1639)
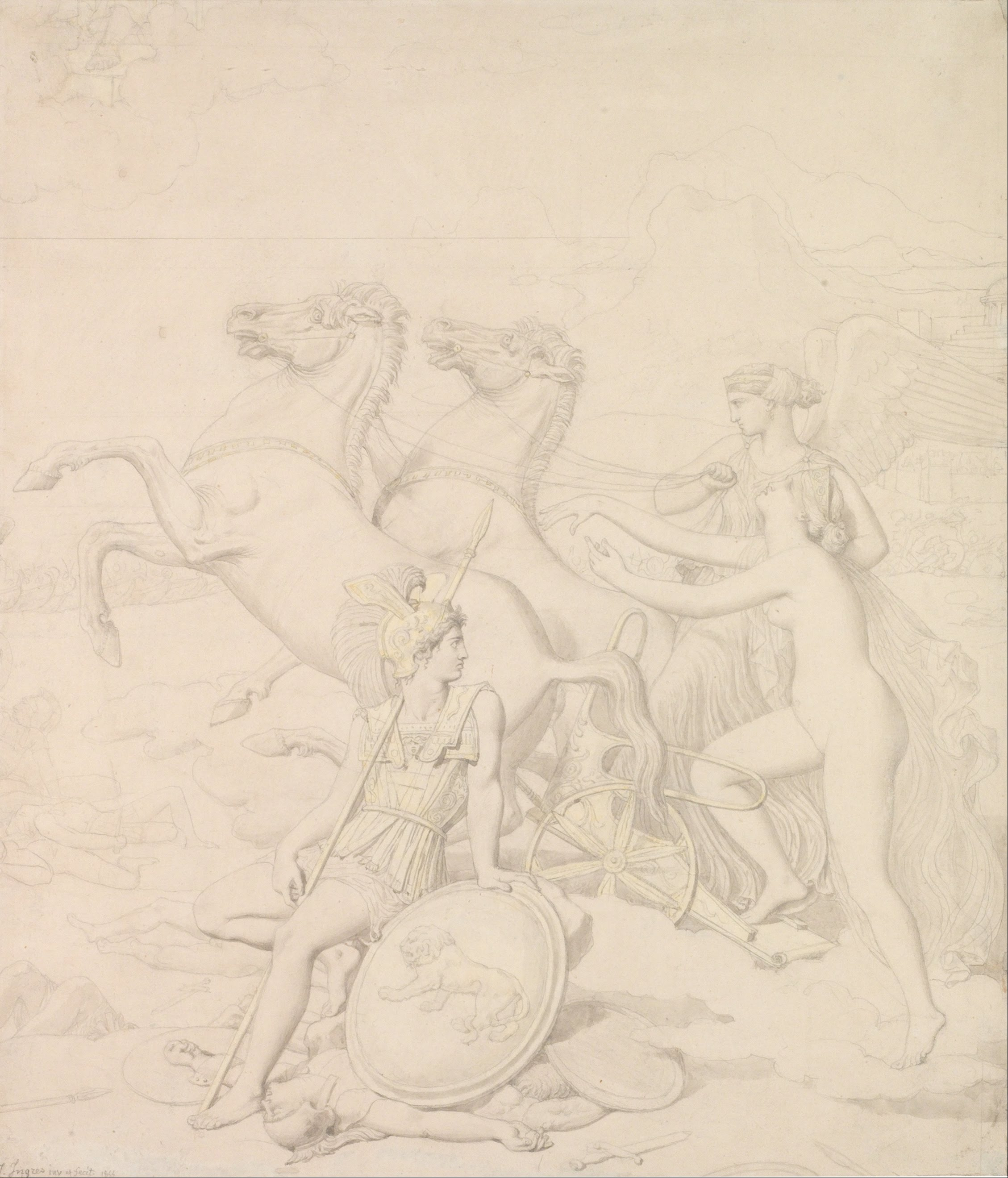
Jean Auguste Dominique Ingres: Venuše zraněná Diomedem, kresba (1844)
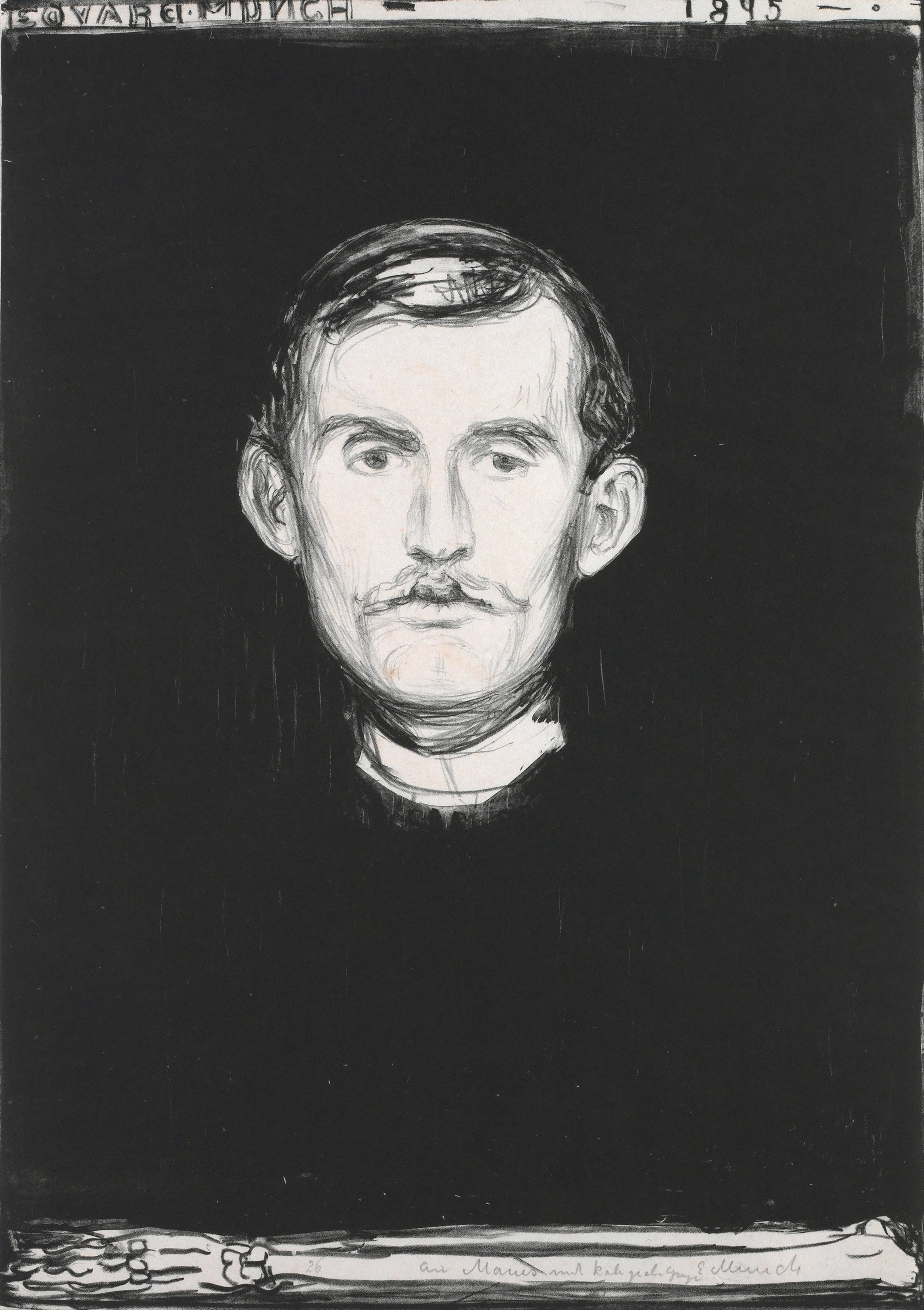
Edvard Munch Autoportrét s kostrou ruky, litografie (1895)
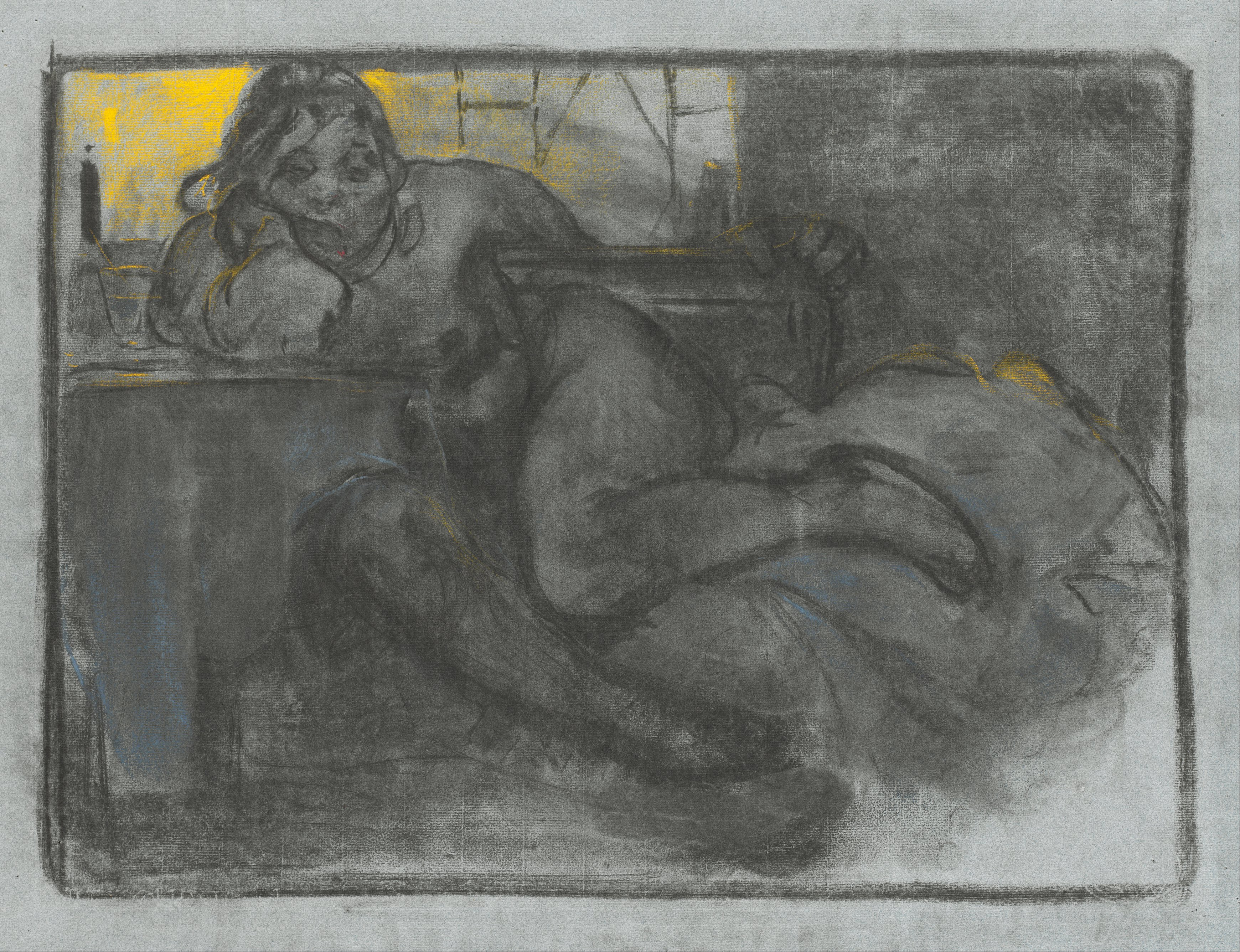
Alfons Mucha: Absint - Studie ženy, kresba (1900)
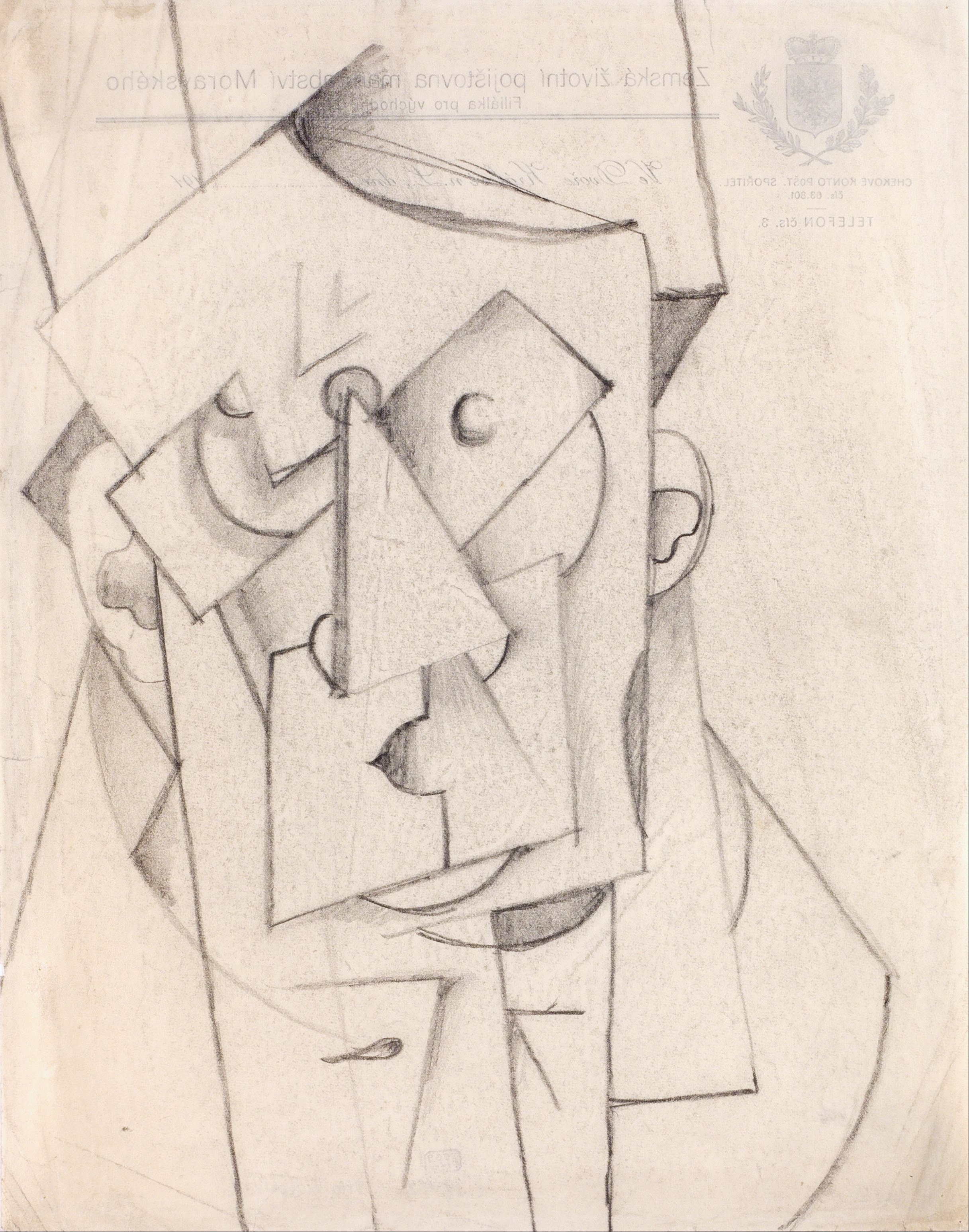
Otto Gutfreund: Kubistická kompozice - Hlava, kresba (1912-1913)
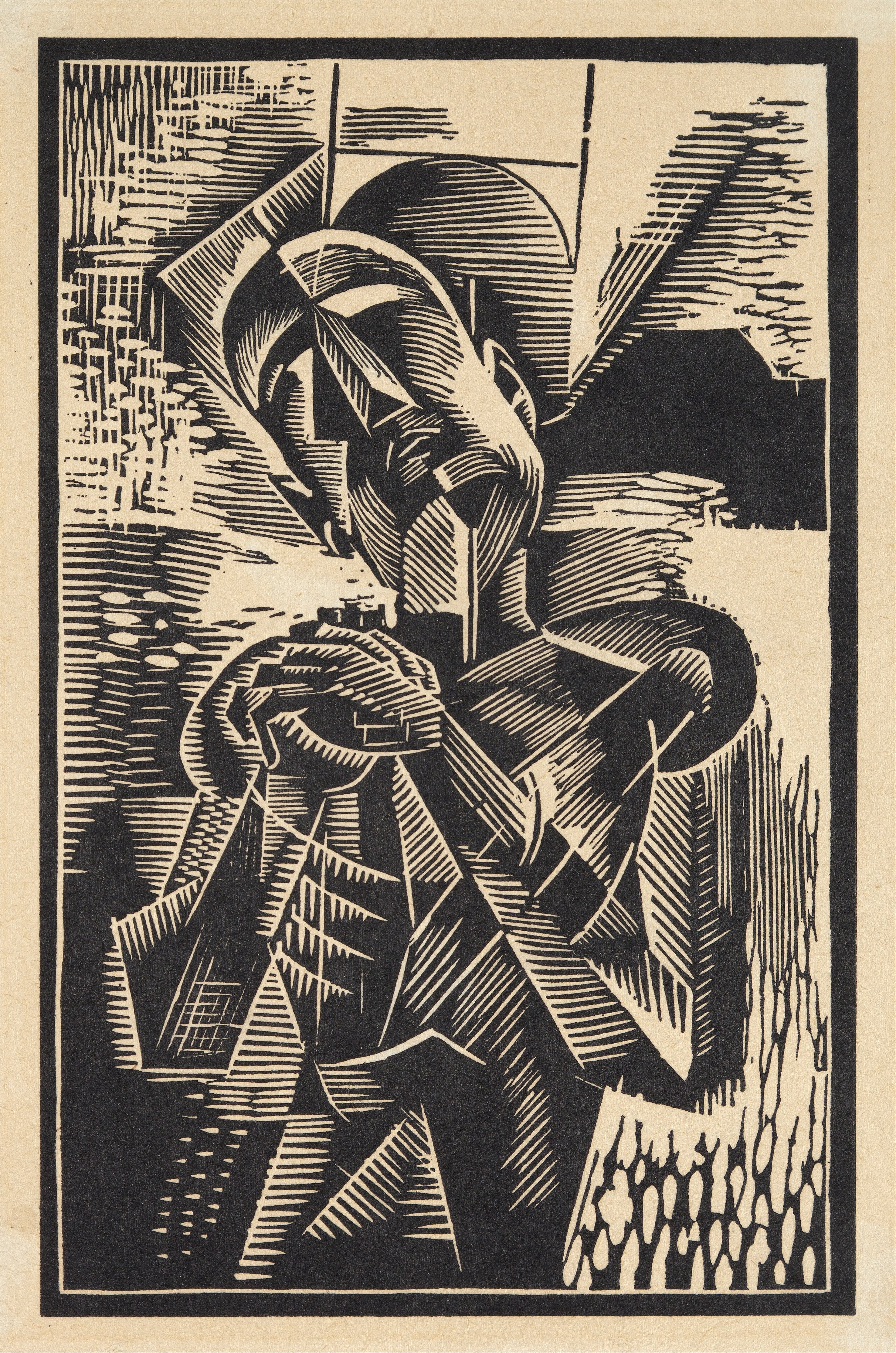
Bohumil Kubišta: Prosící, dřevořez (1915)
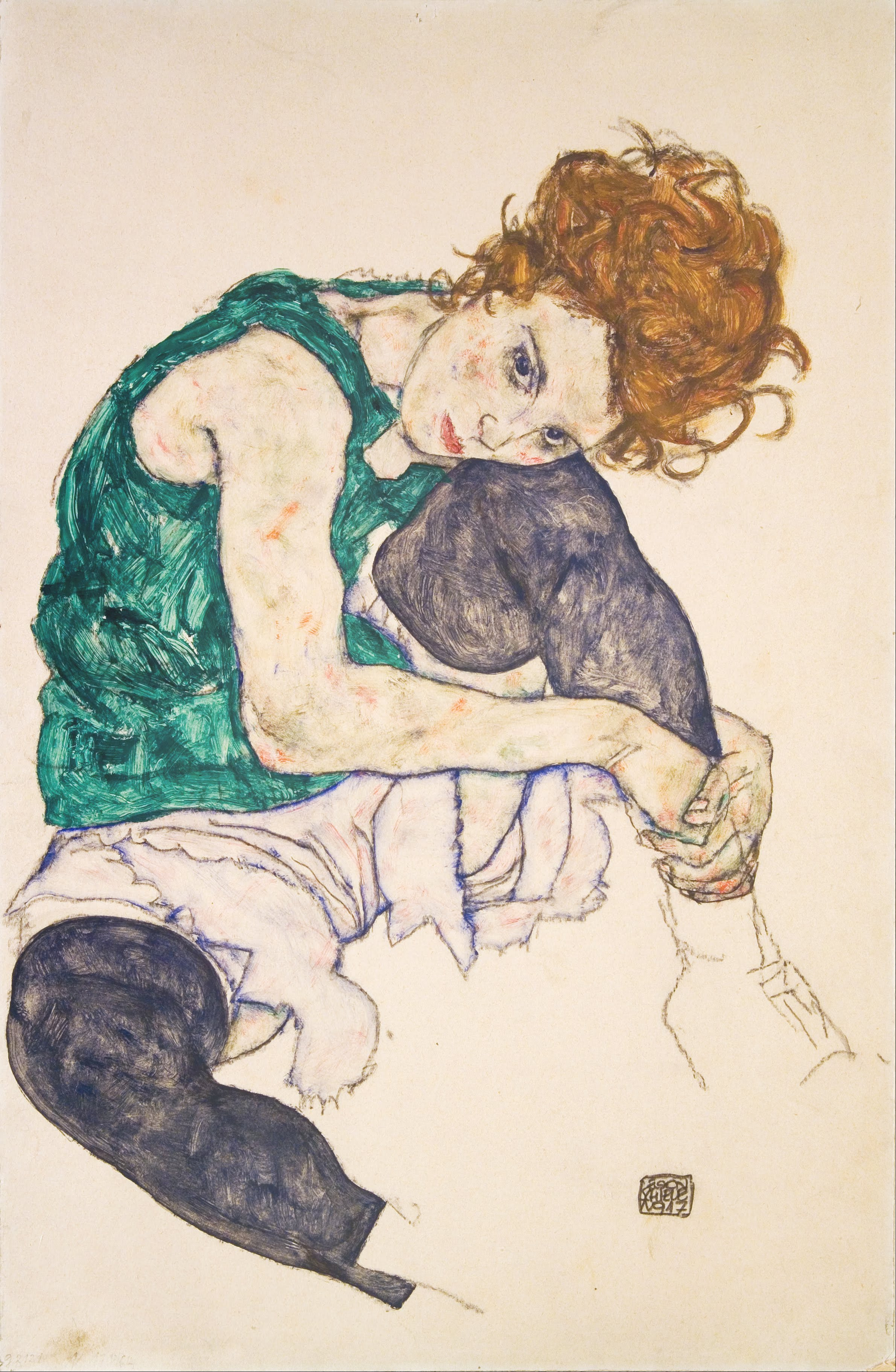
Egon Schiele: Sedící žena - Adele Herms, kresba (1917)

### Sbírky NG (fotografie z jiných zdrojů)

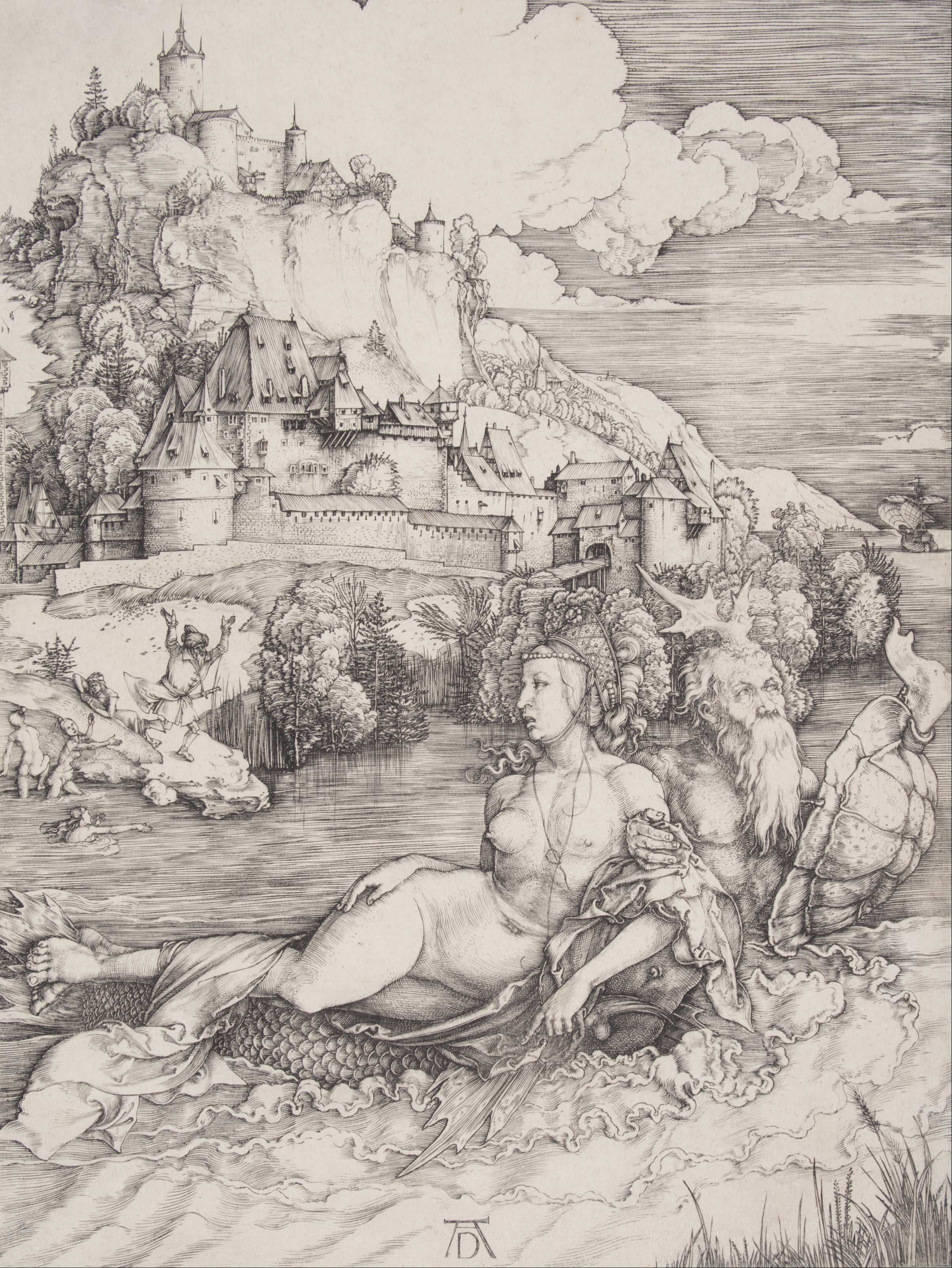
Albrecht Dürer, Mořský div, mědiryt (1498)
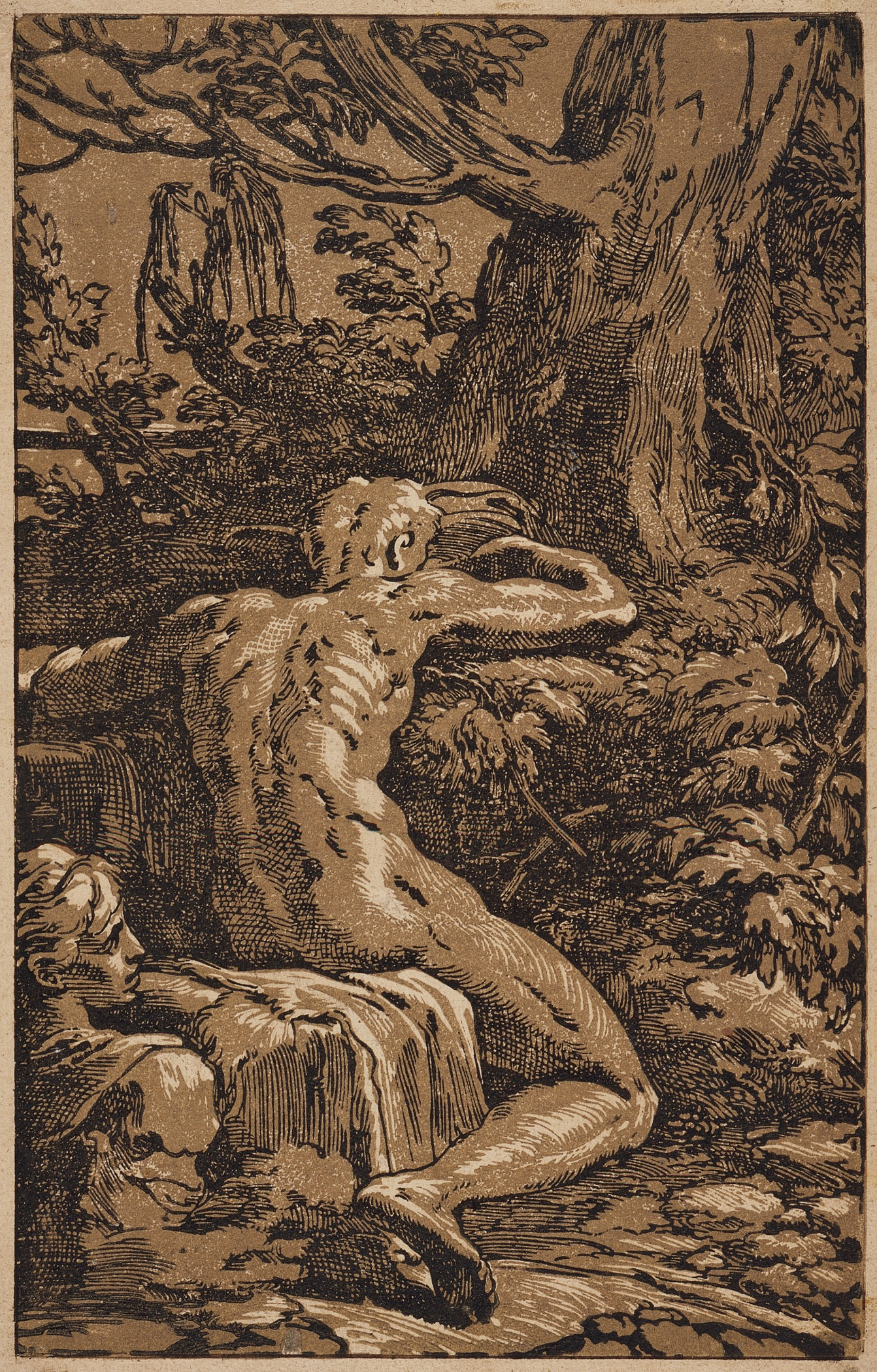
Antonio da Trento (podle Parmigianina), Narkkisos a Echó, šerosvitový dřevořez (1527)
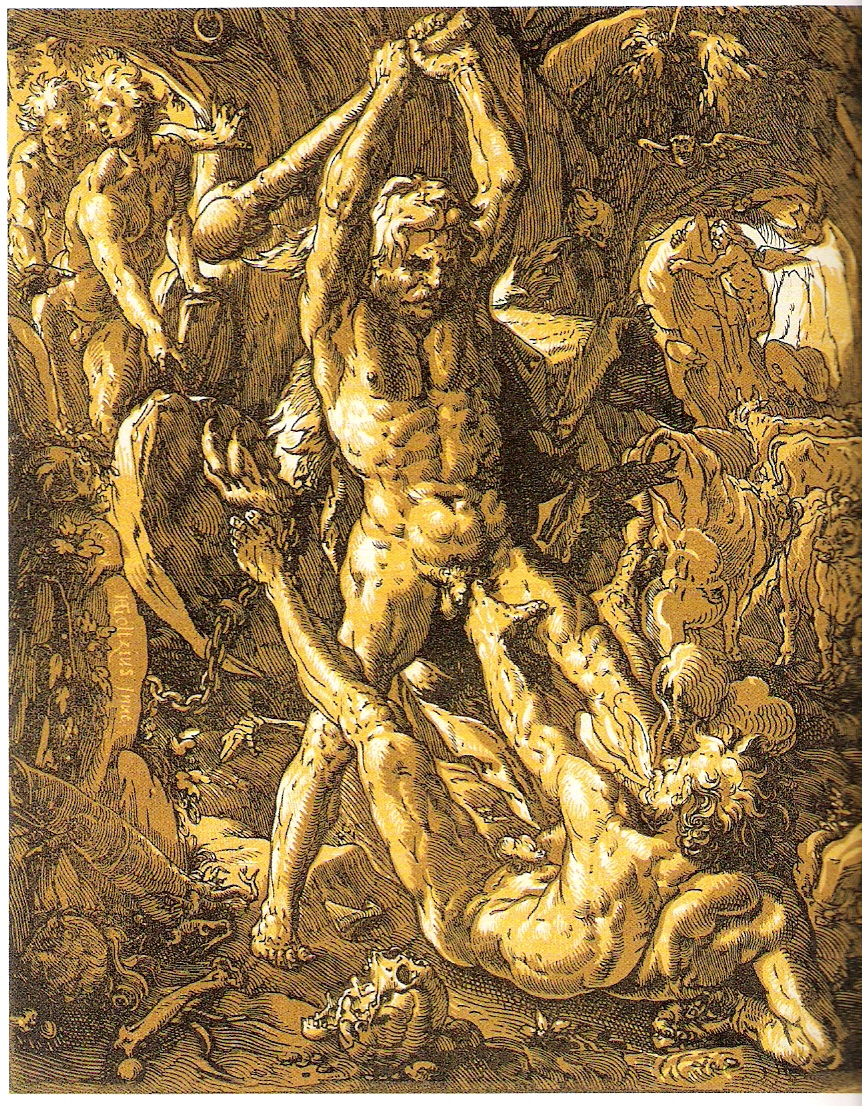
Hendrick Goltzius, Herkules a Kakus, šerosvitový dřevořez (1588)
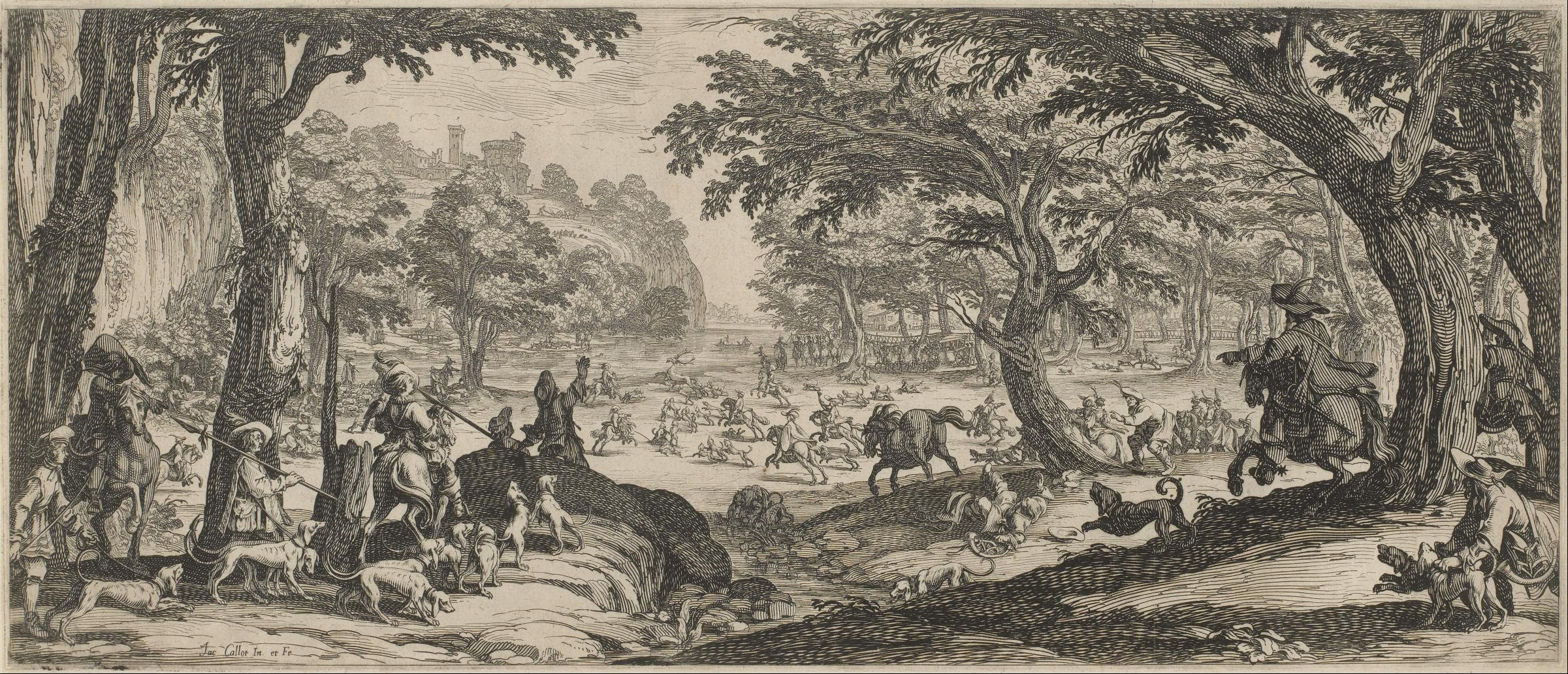
Jacques Callot, Velký lov, lept (1619)
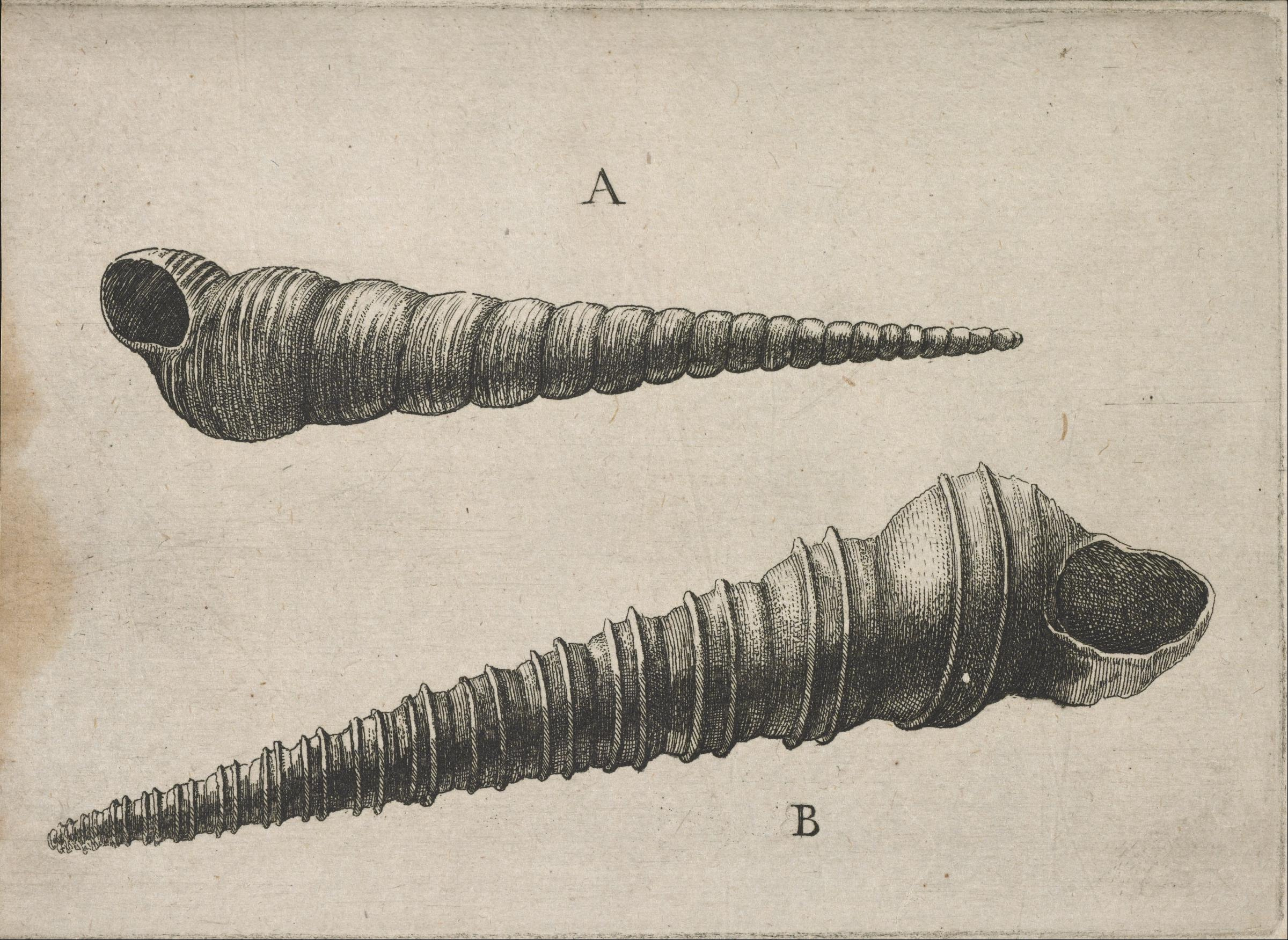
Václav Hollar, Mušle, lept (1646)